# مسجد ومدرسة السلطان الناصر محمد (القلعة)
مسجد الناصر محمد بن قلاوون بالقلعة. كان موضع المسجد قبل إنشائه مسجد صغير ومخازن للمفروشات بالقلعة فأزاله السلطان الملك الناصر محمد بن قلاوون وأنشأ مكانه هذا المسجد سنة 1318, وفي سنة 1334 هدمه وأعاد بناؤه، وقرر تدريس الفقه به.

## المنشئ

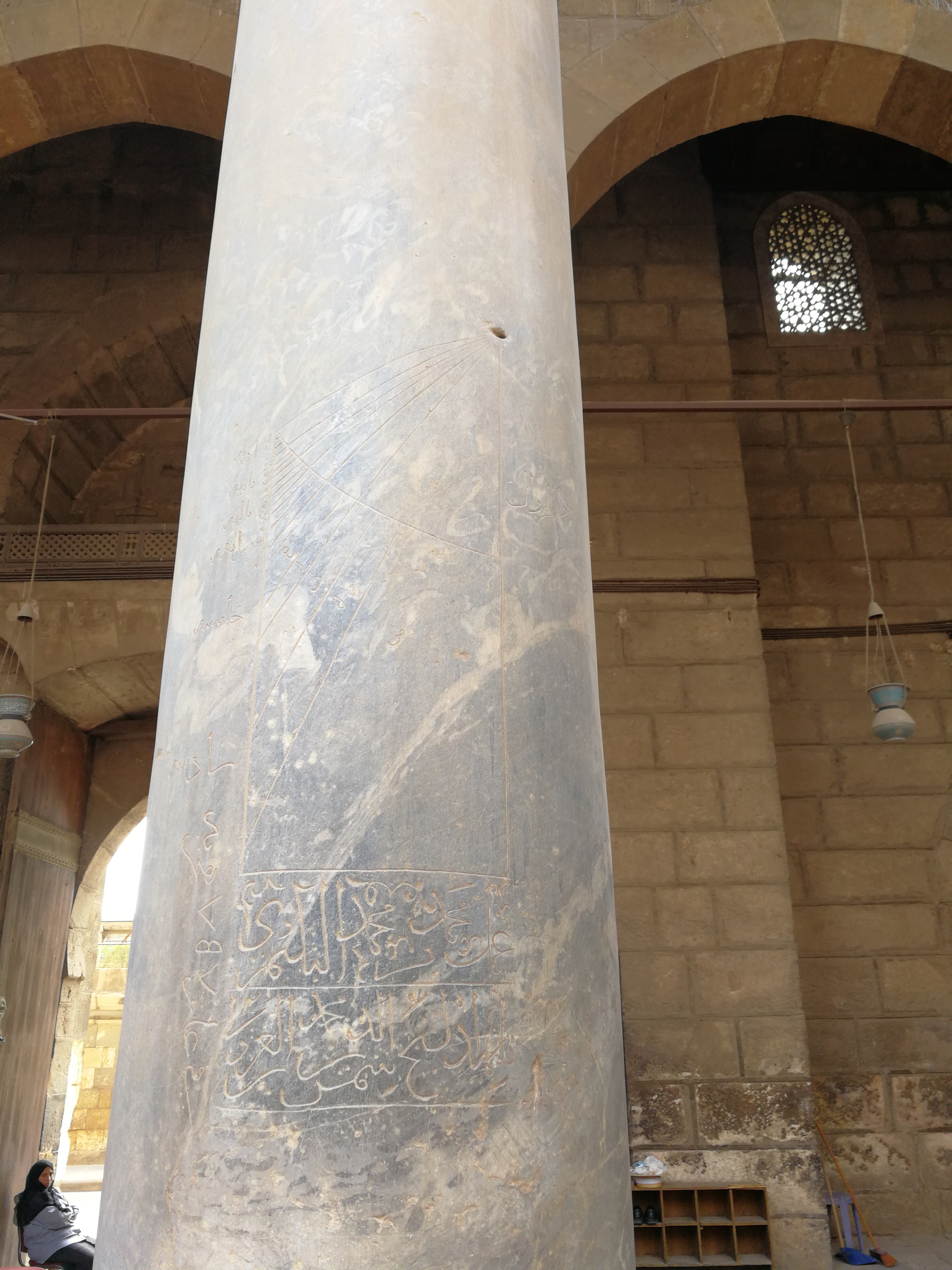
مزولة جامع الناصر

## معرض صور

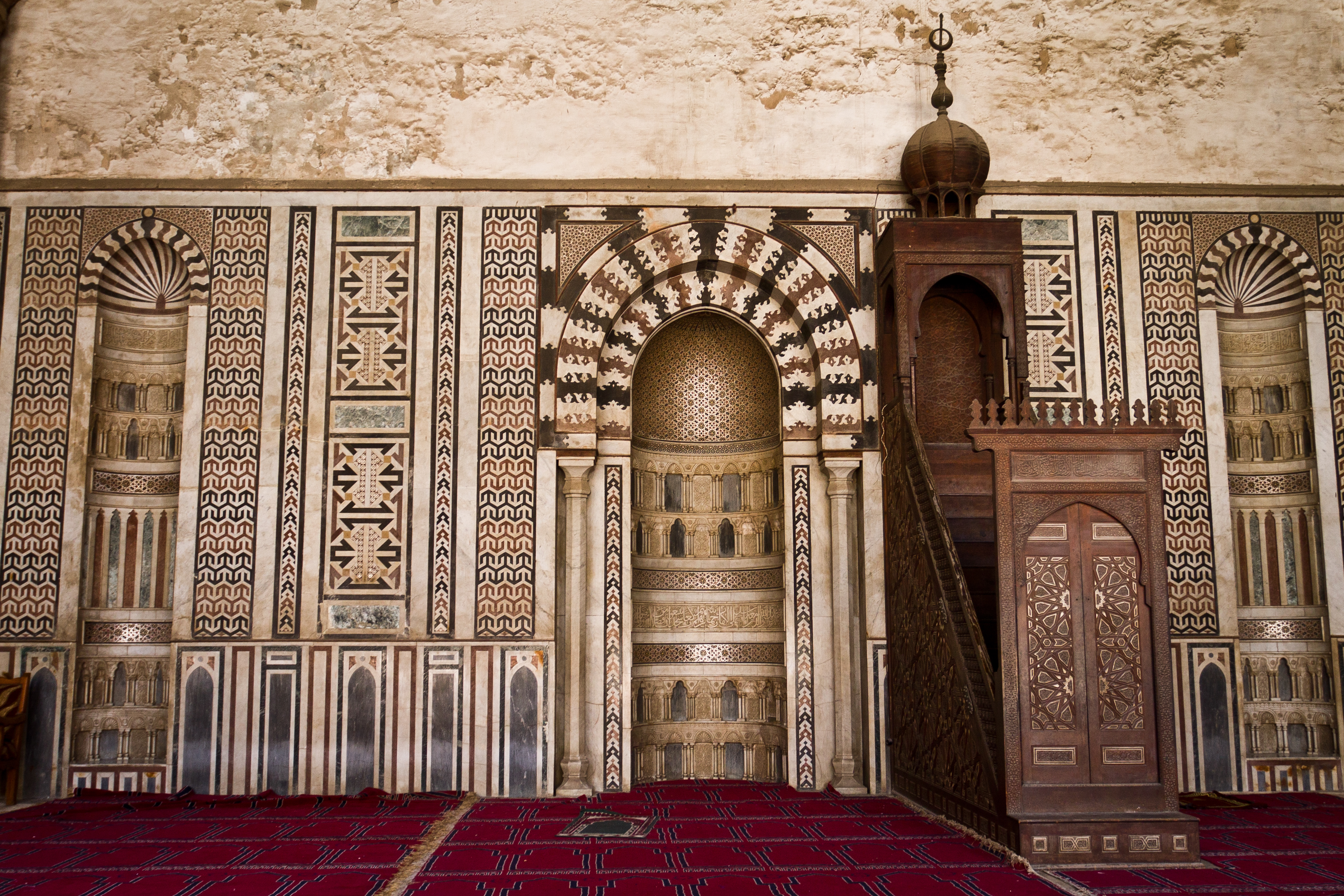
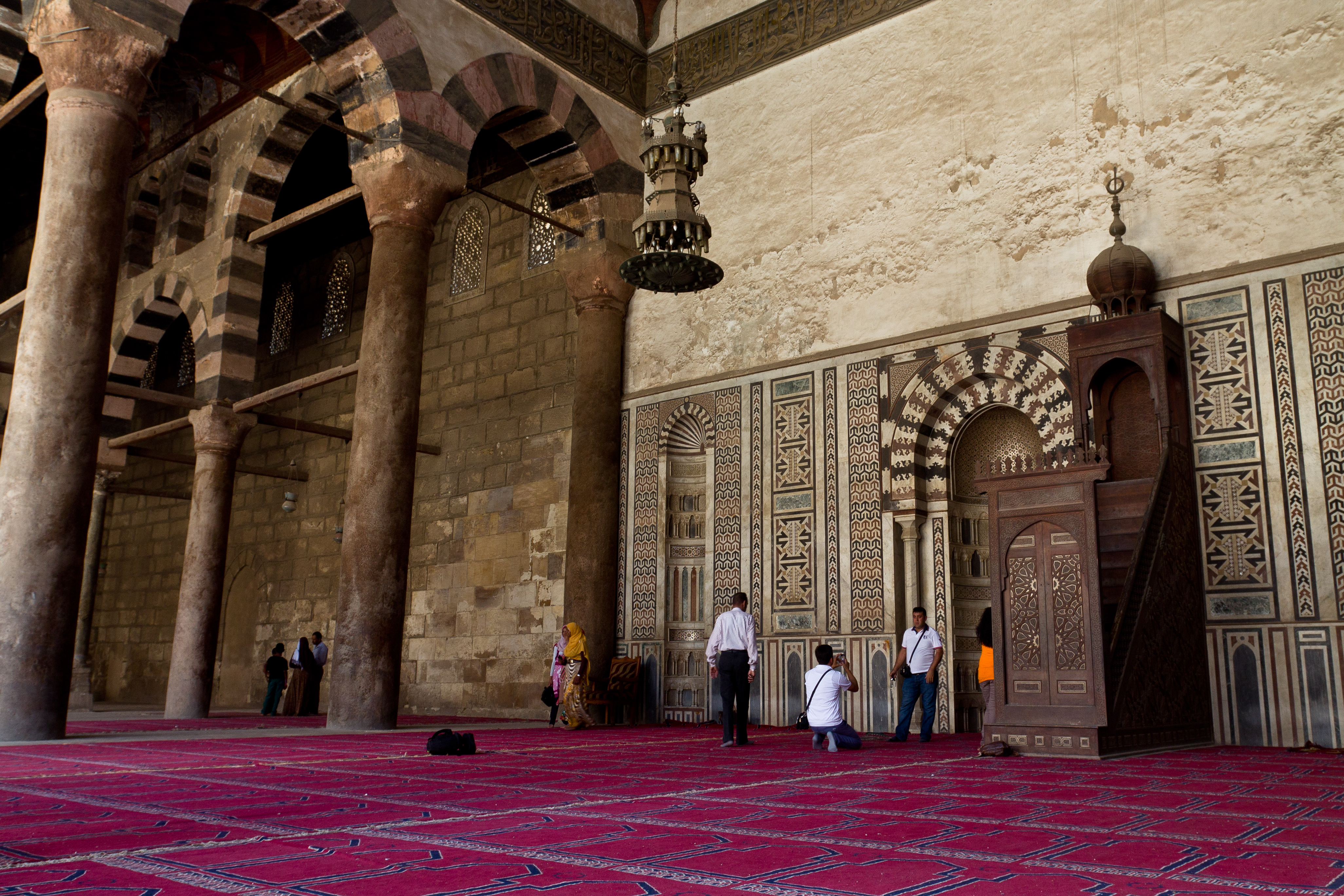
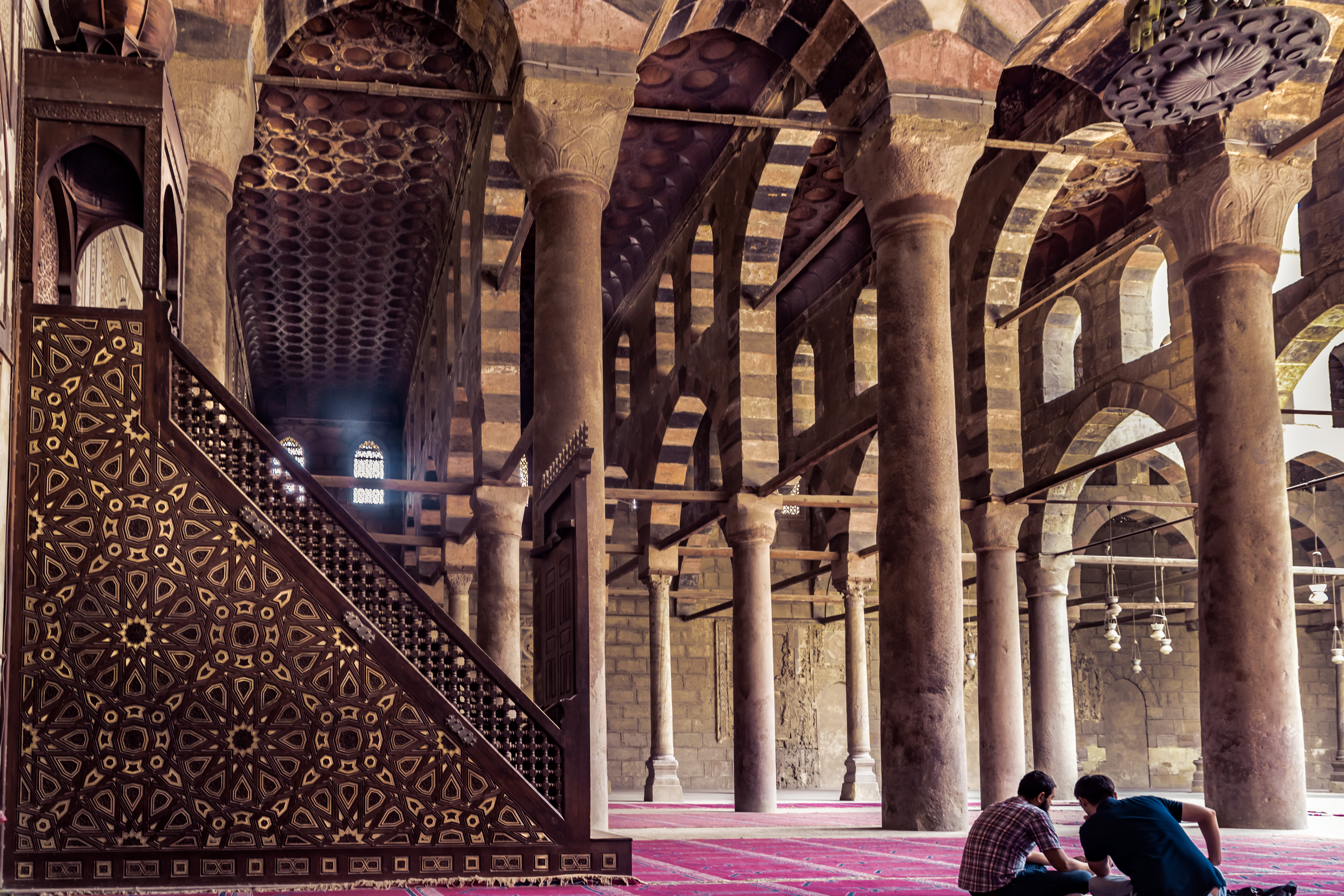
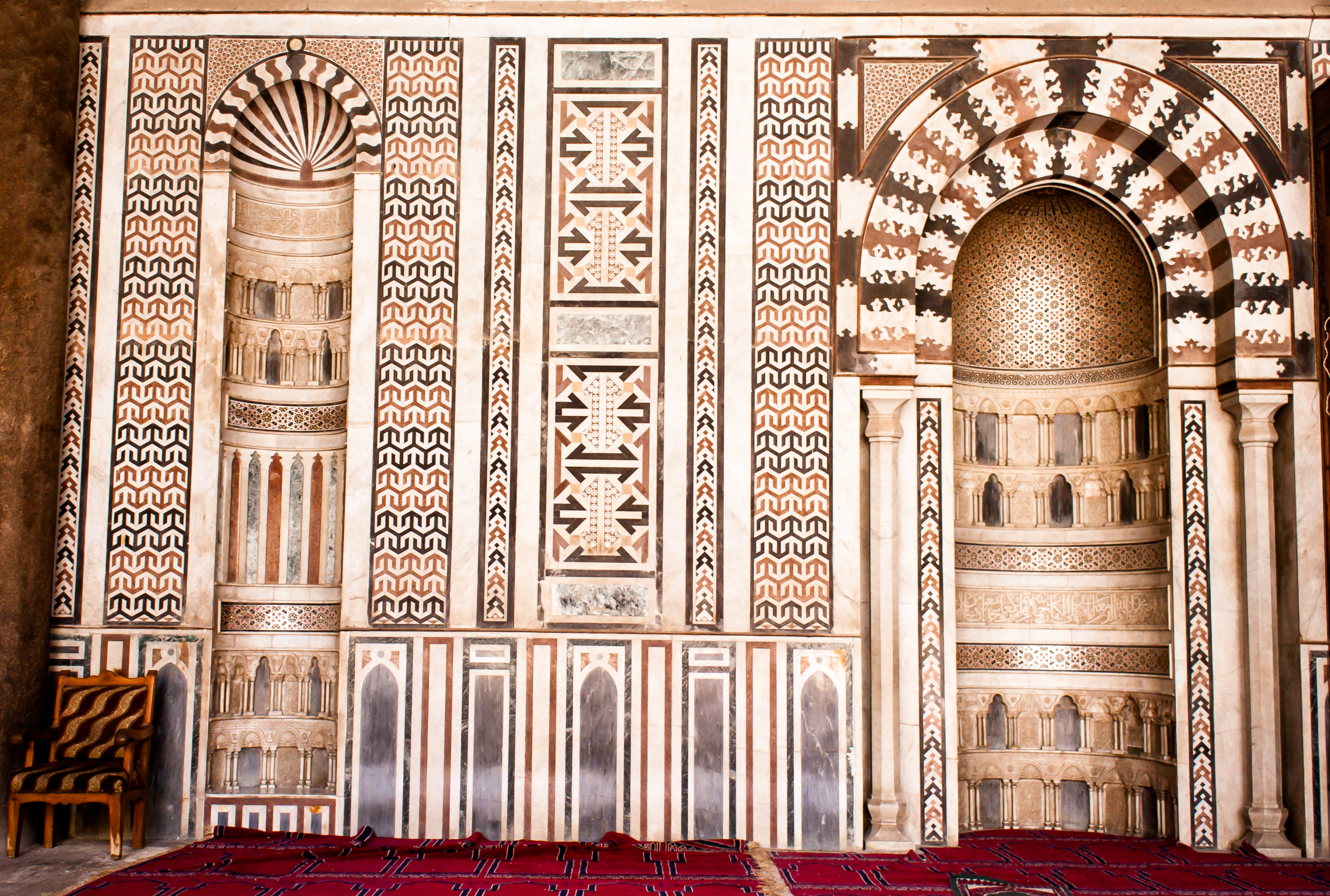
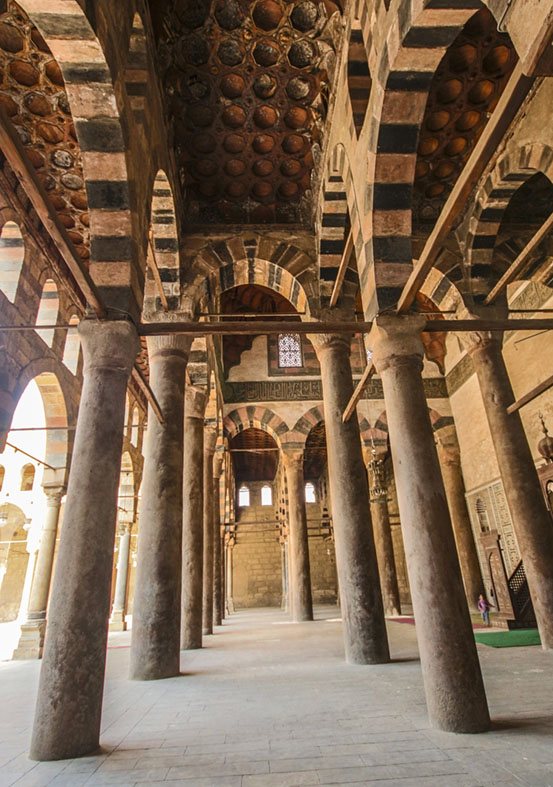
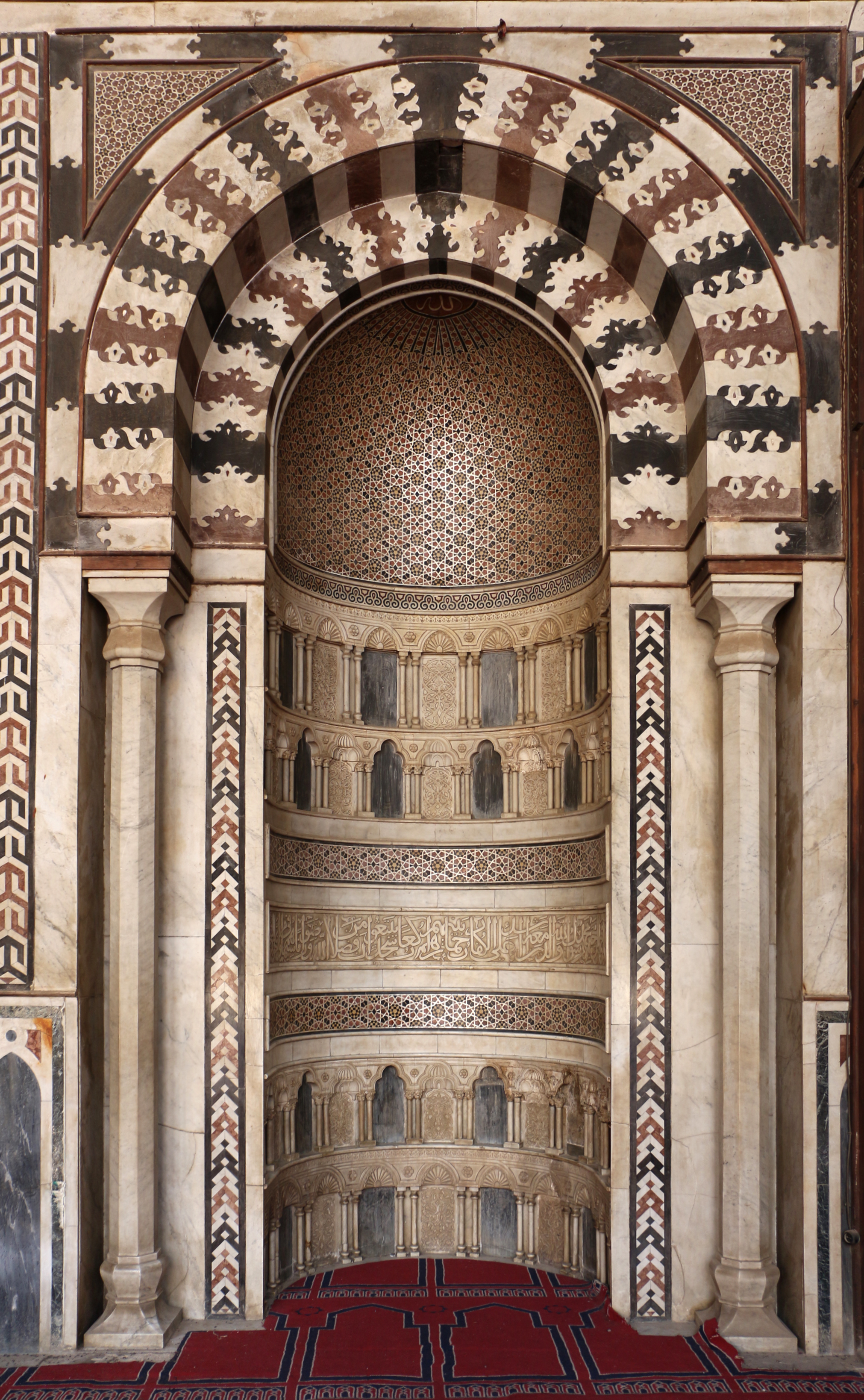
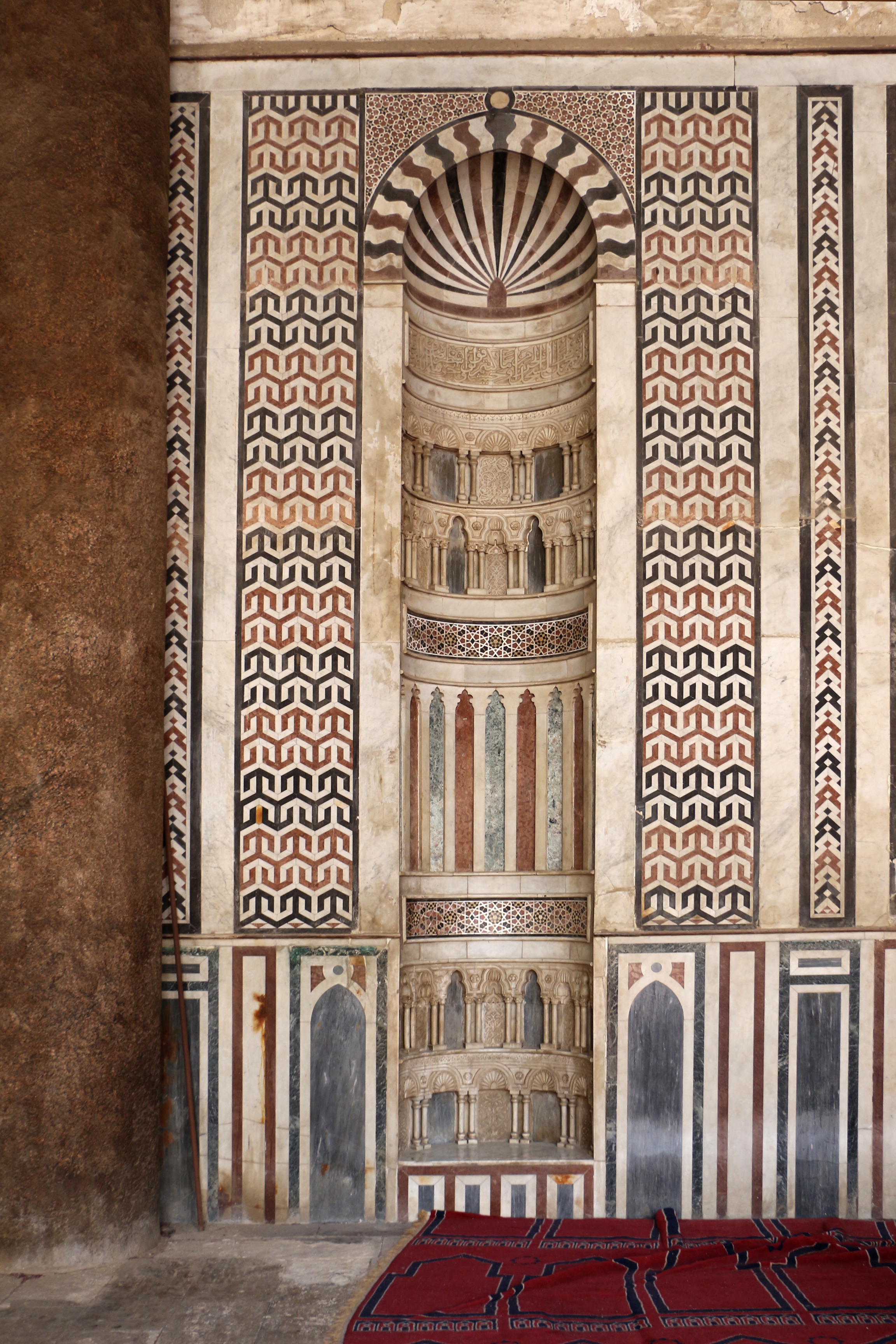
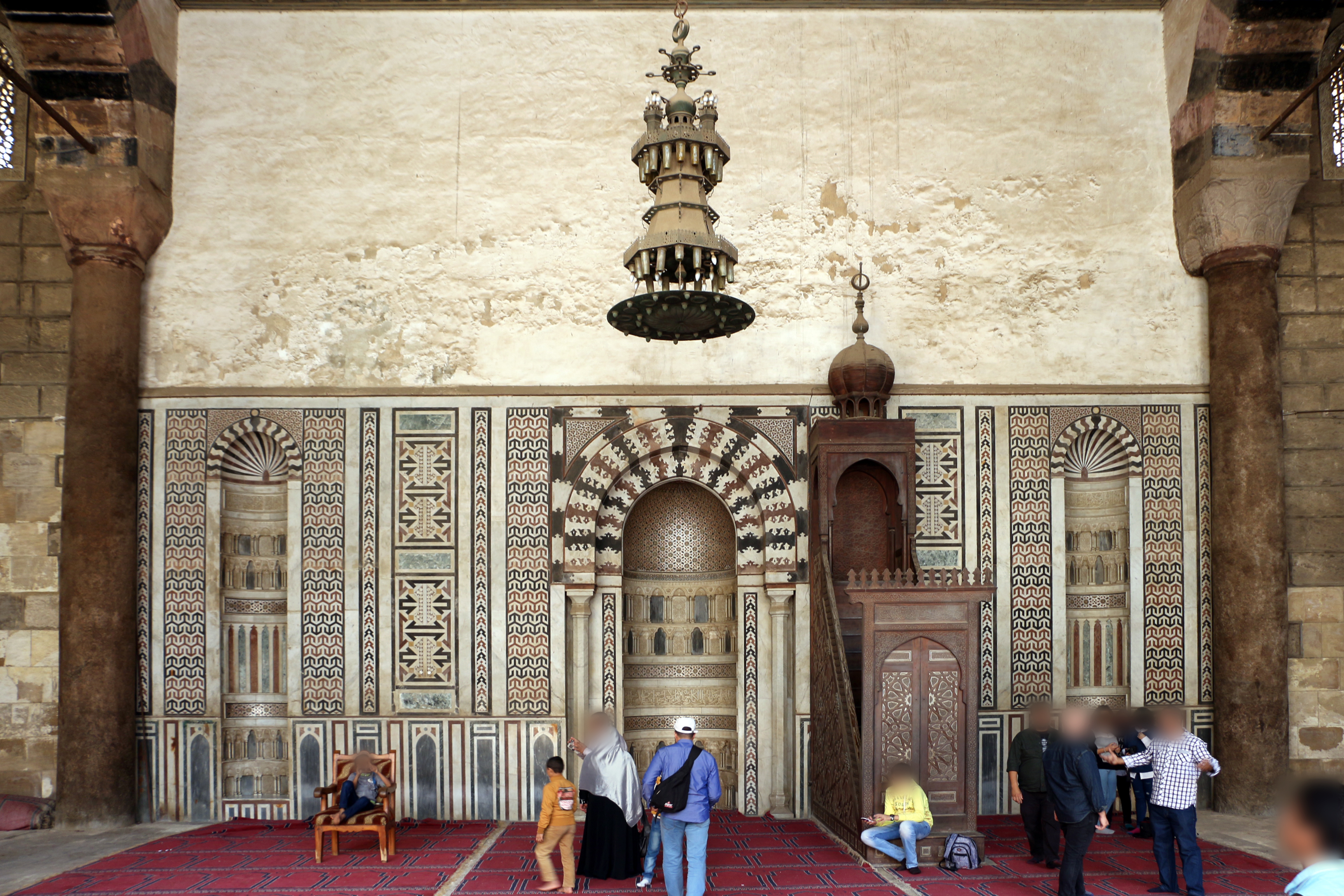
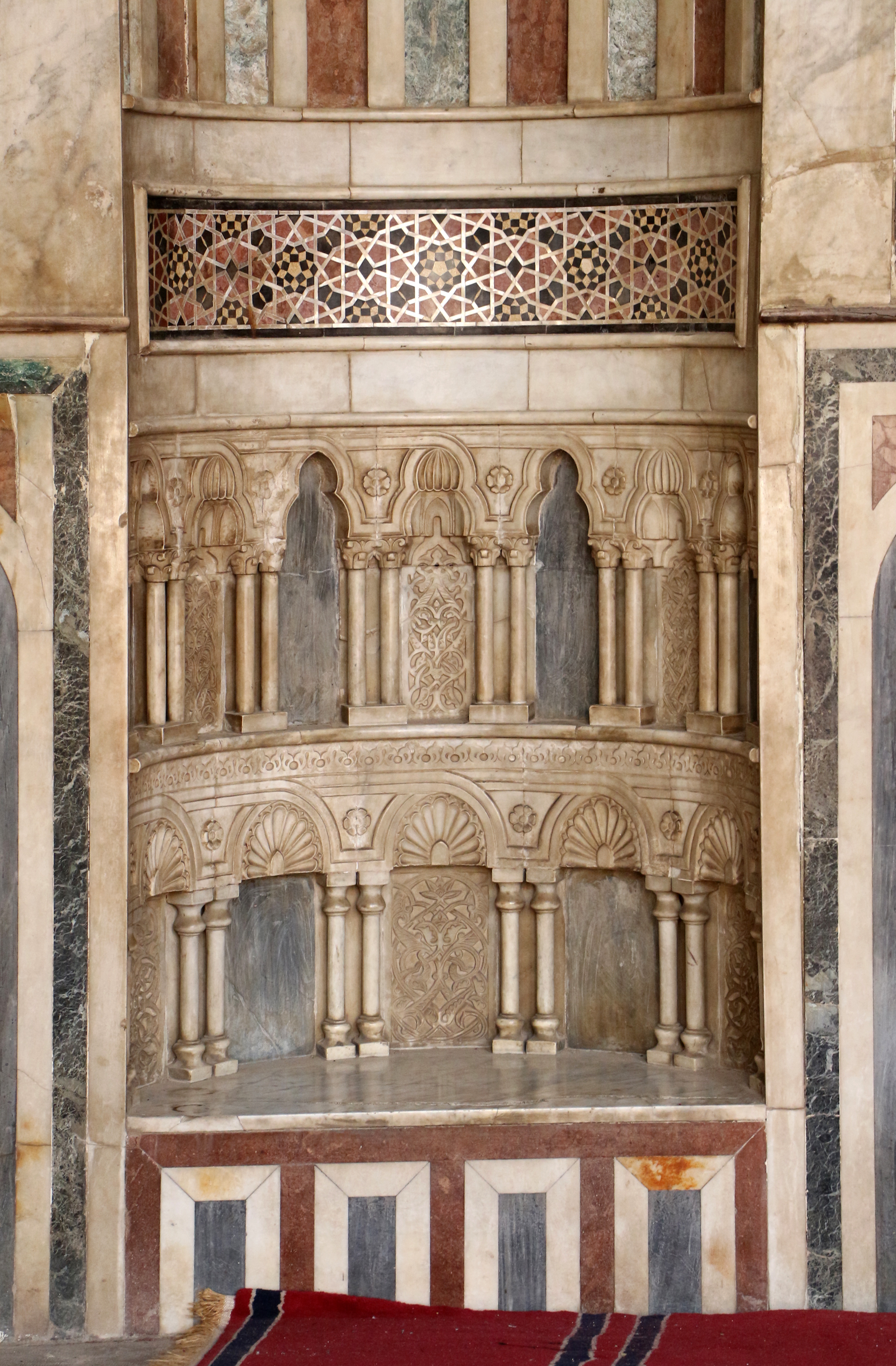
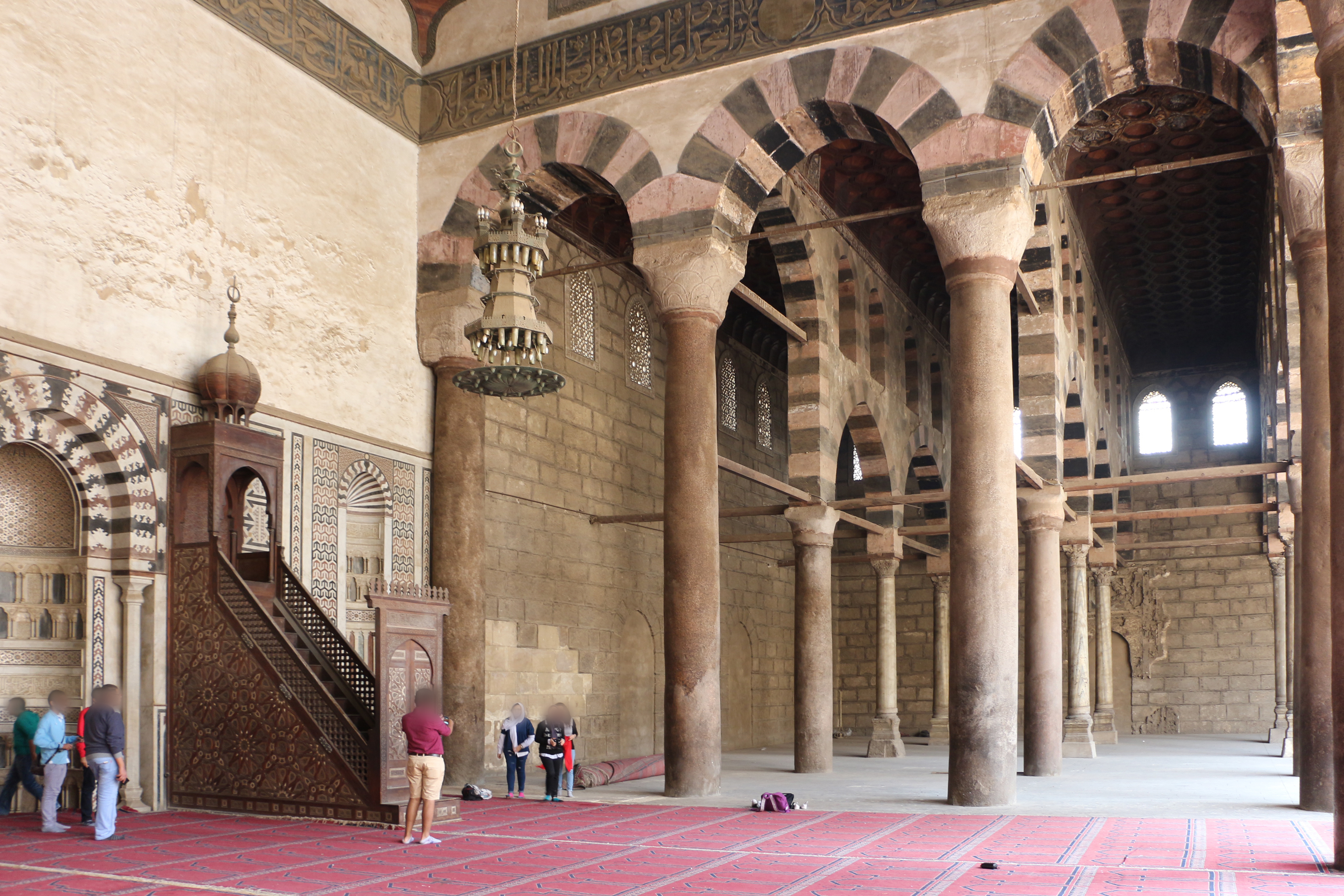
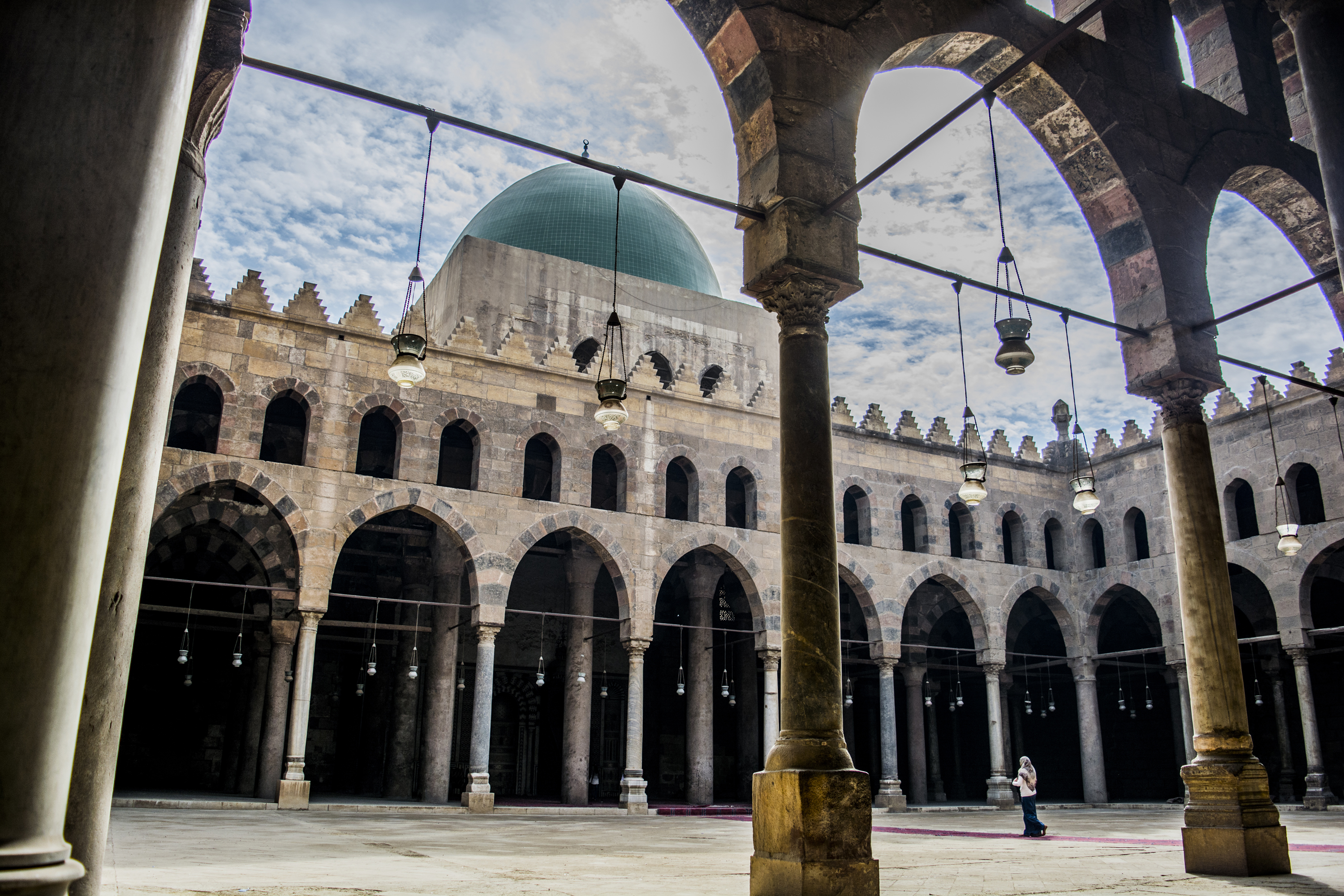
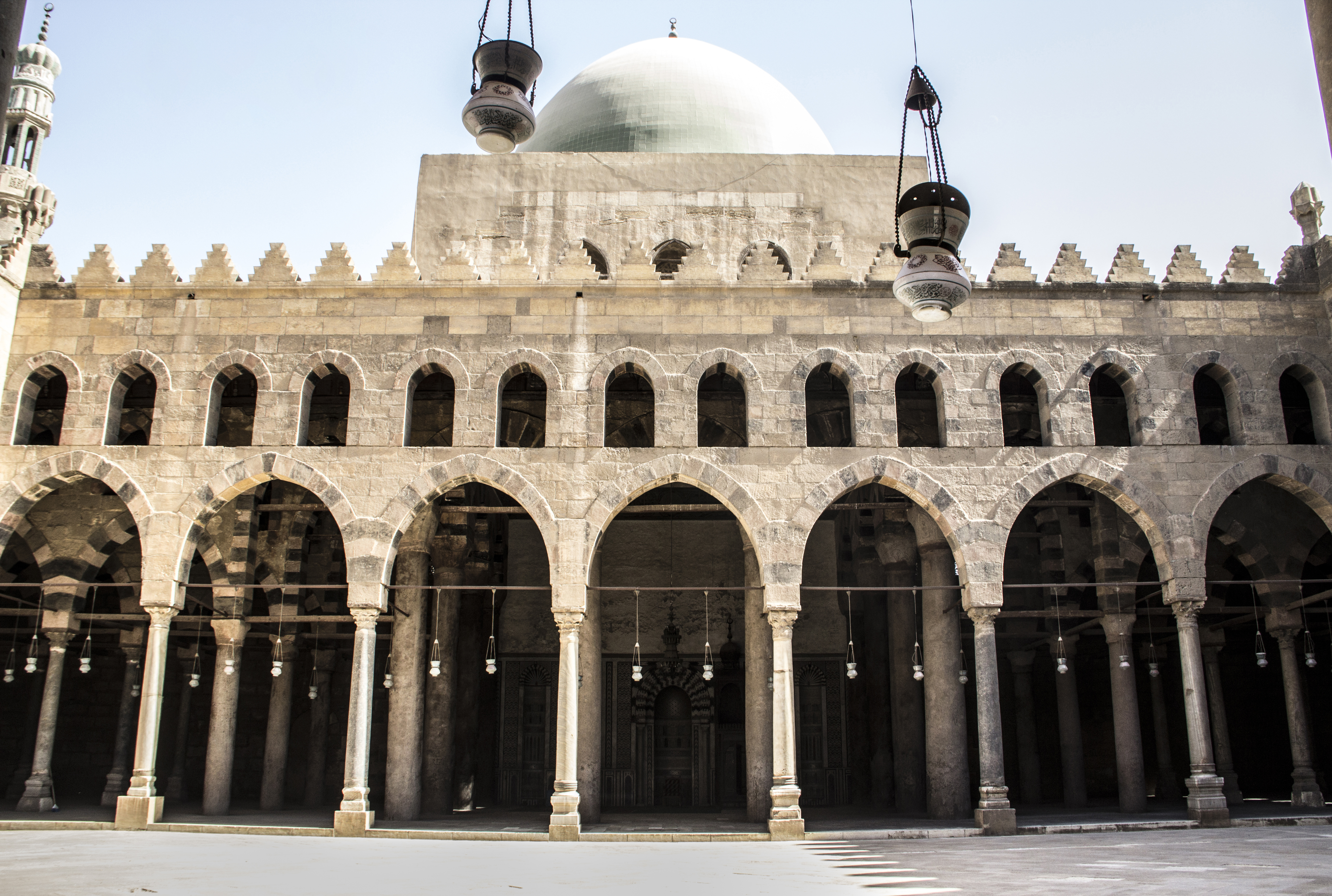
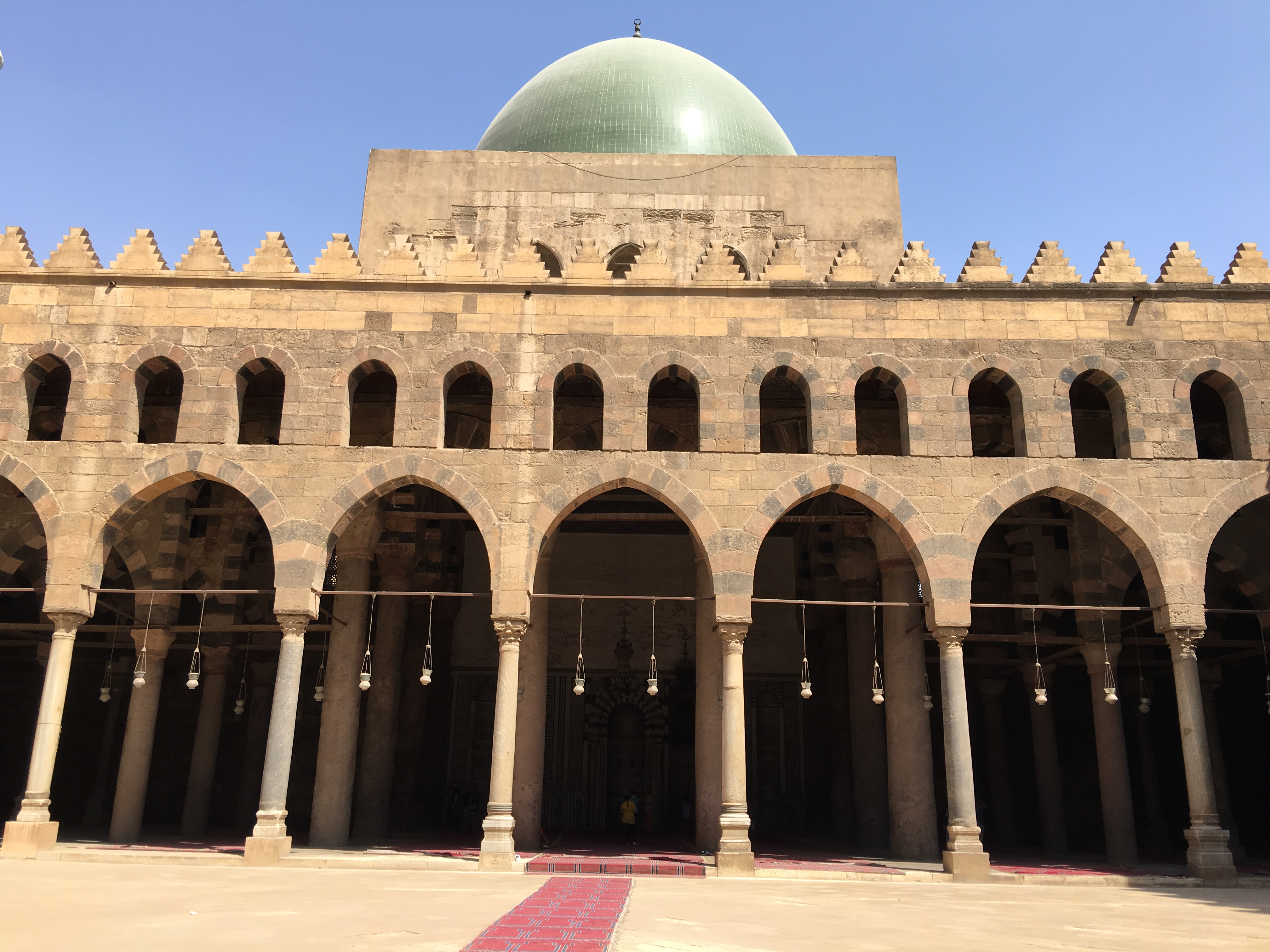
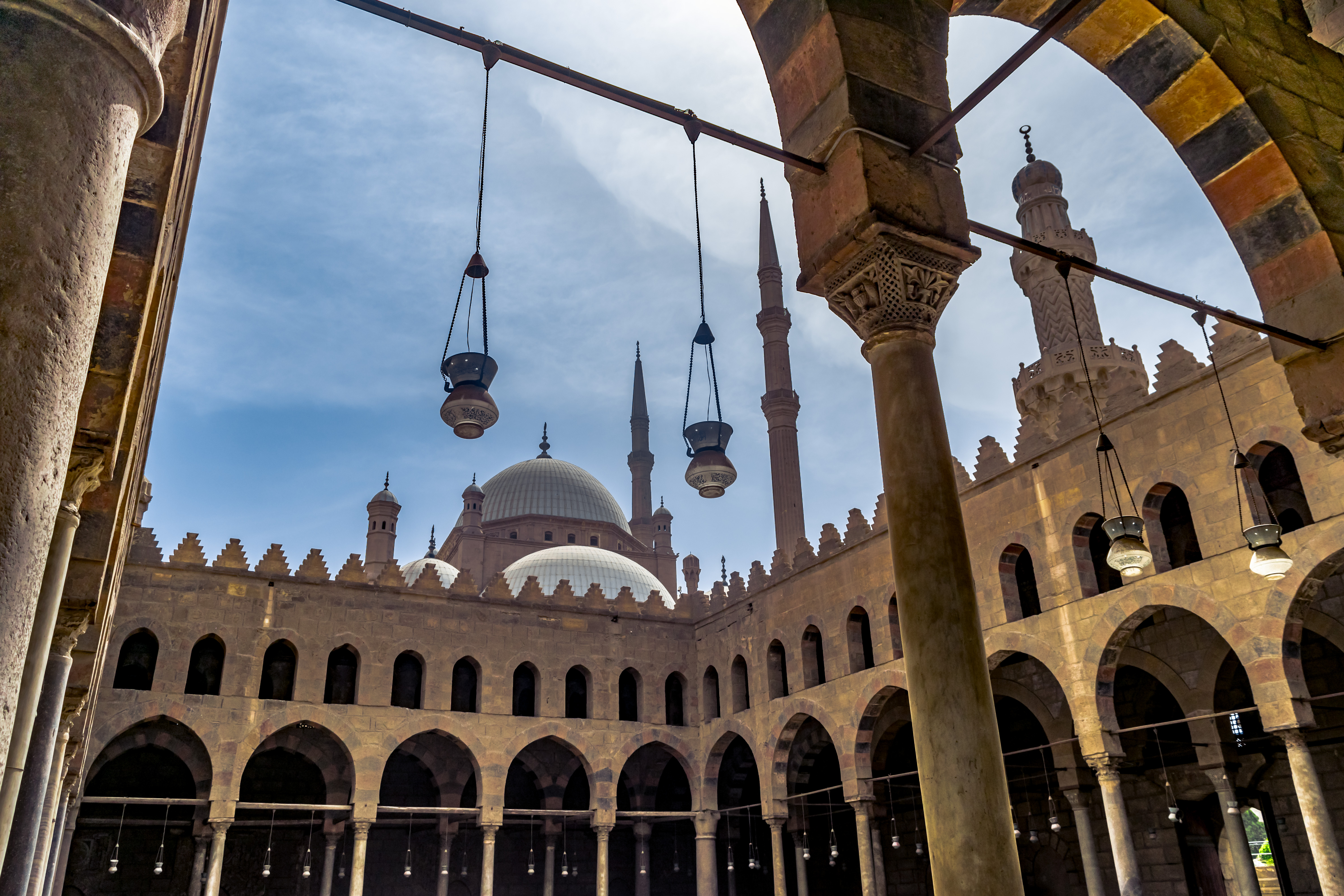
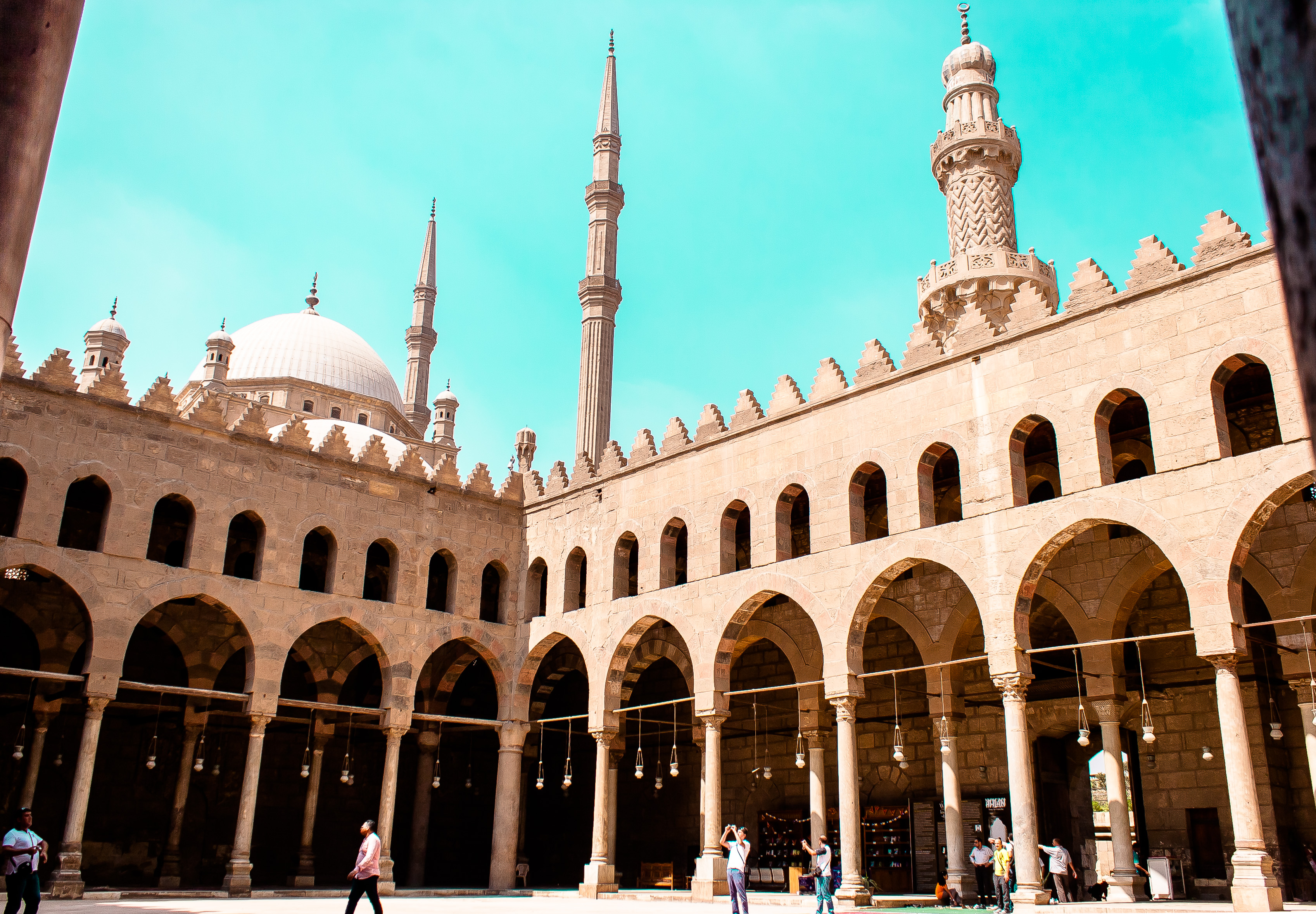
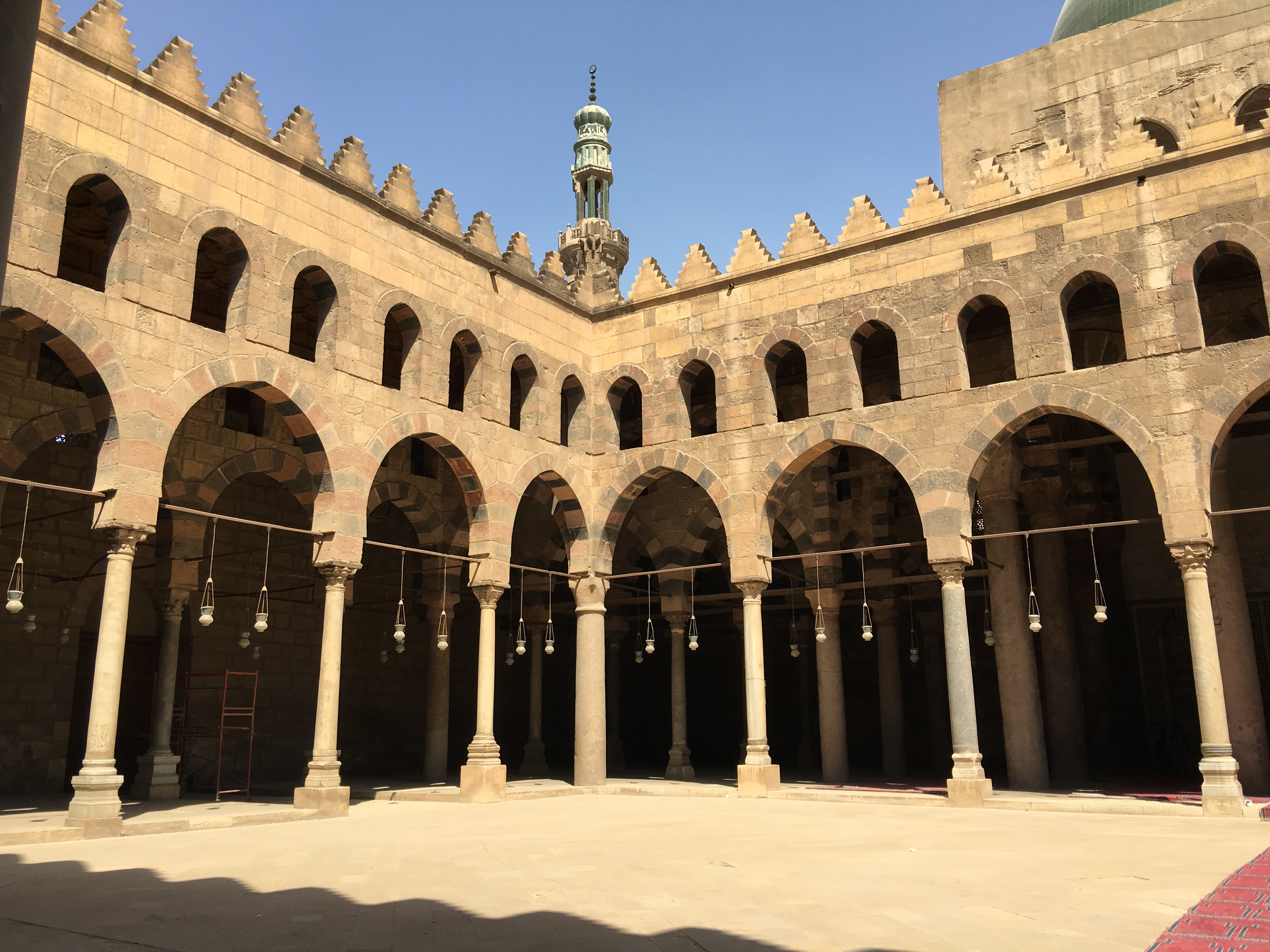
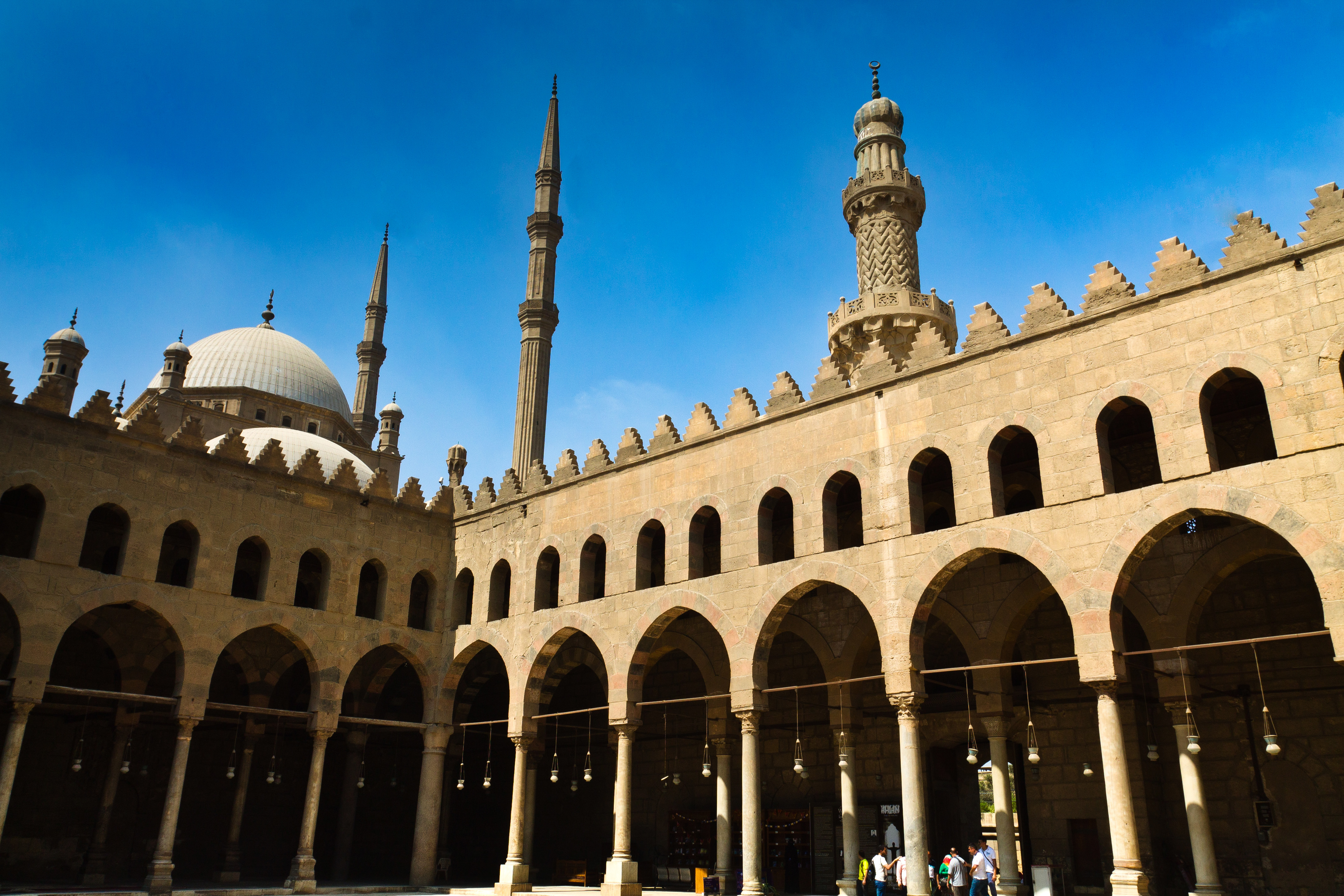
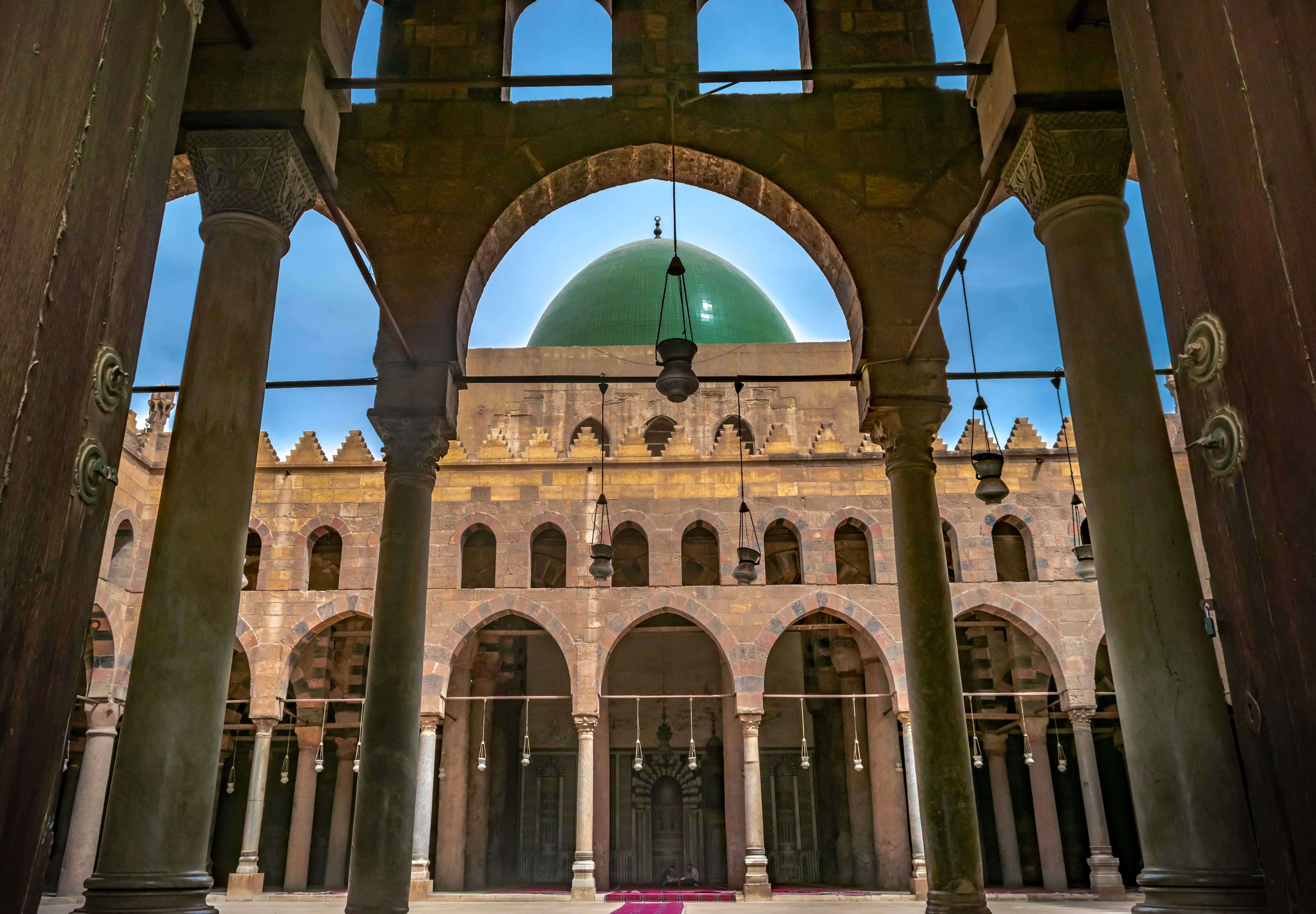
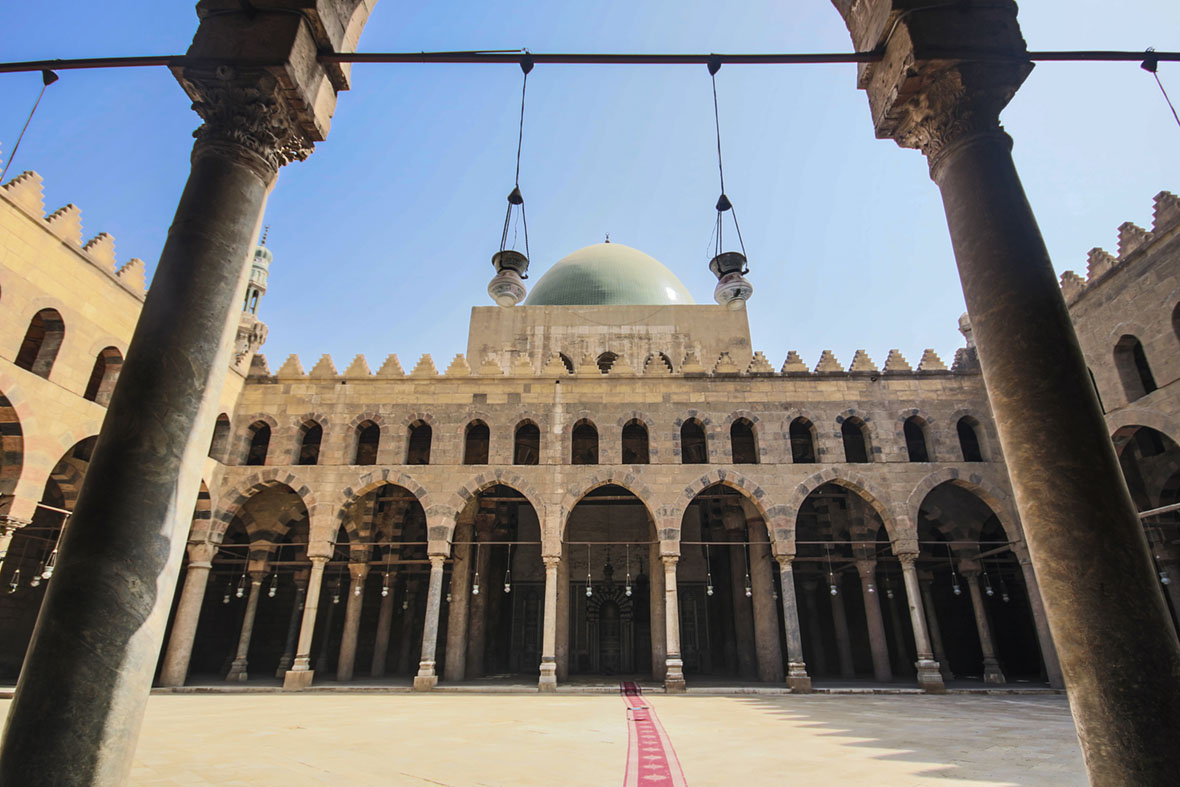
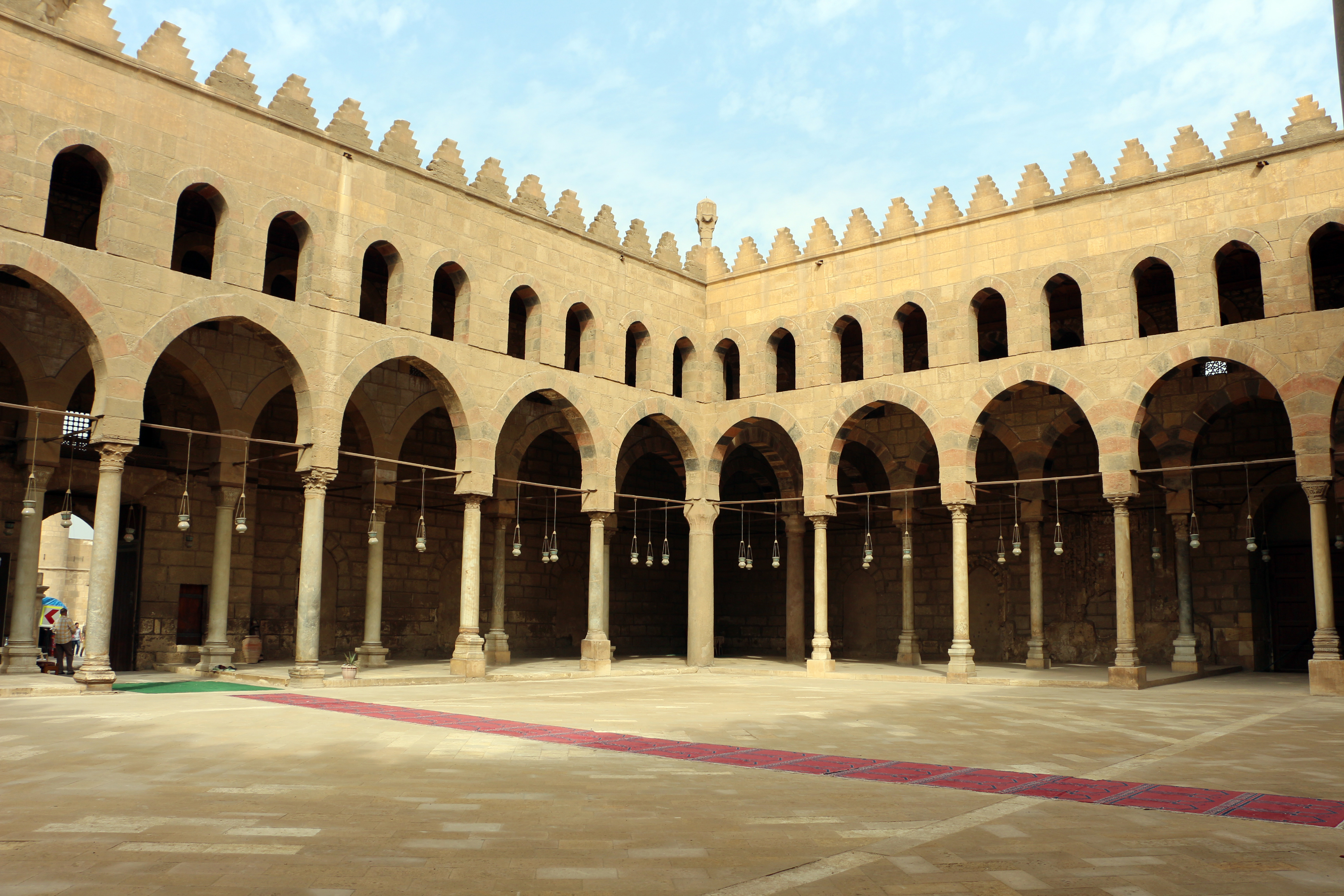
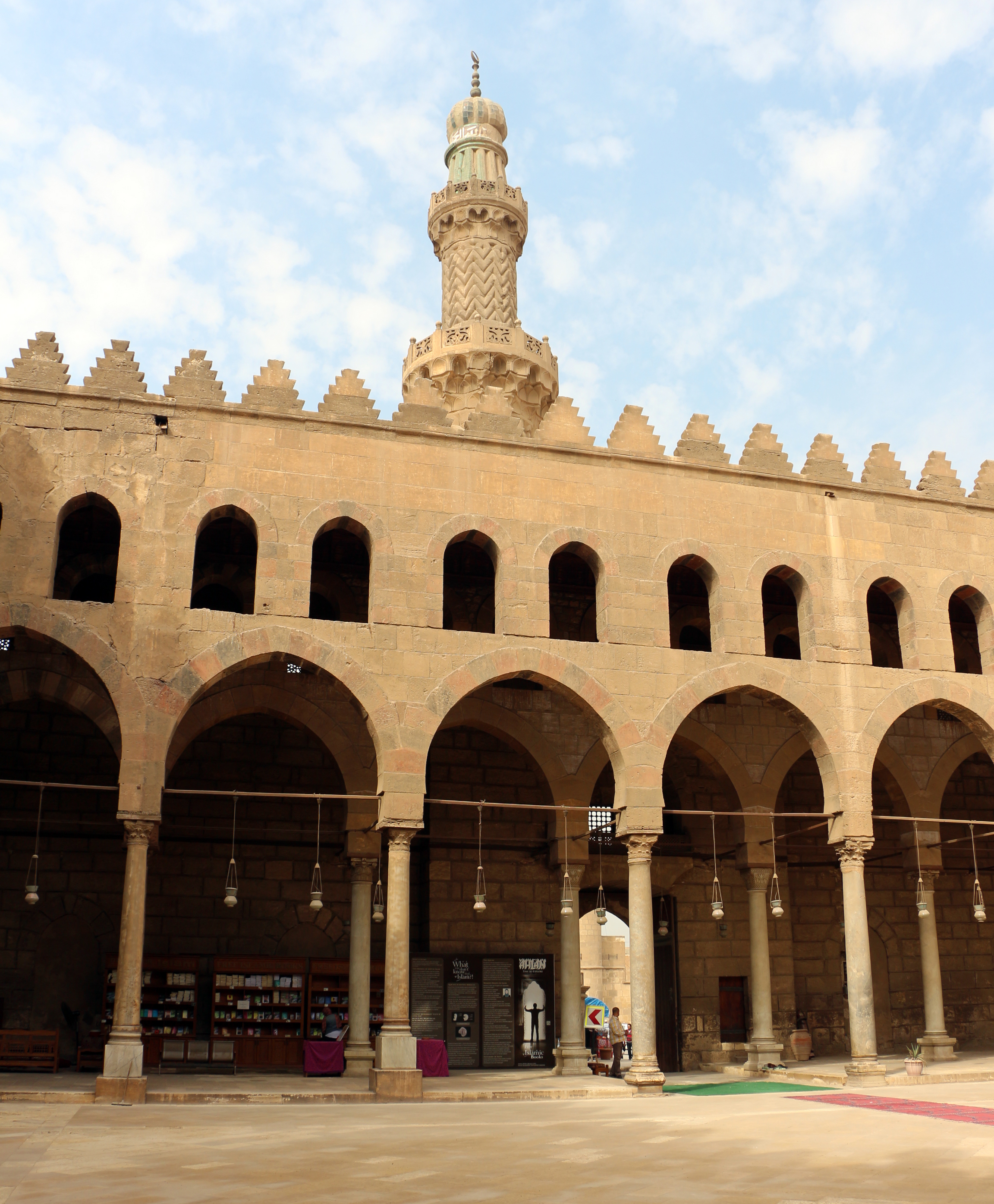
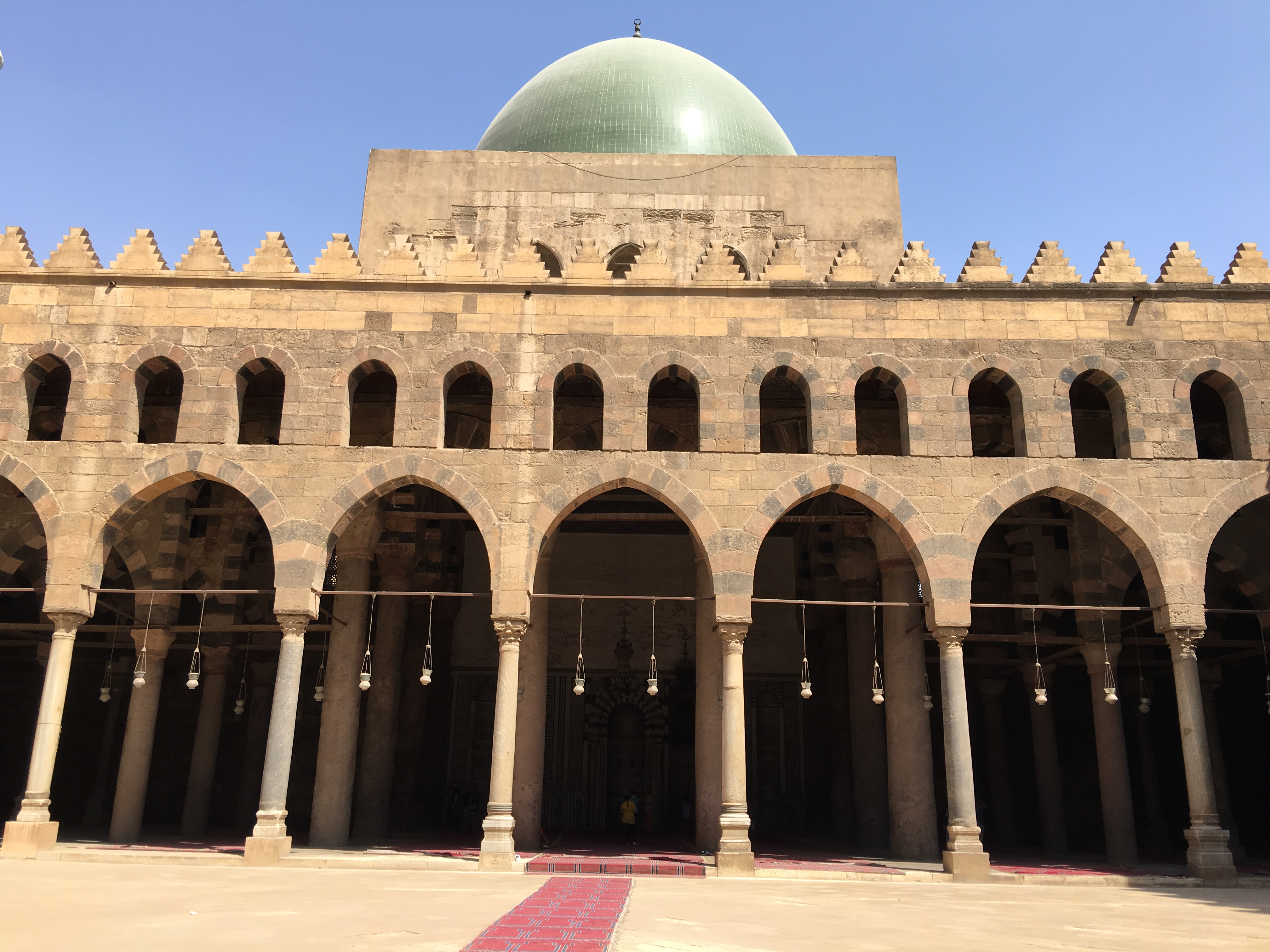
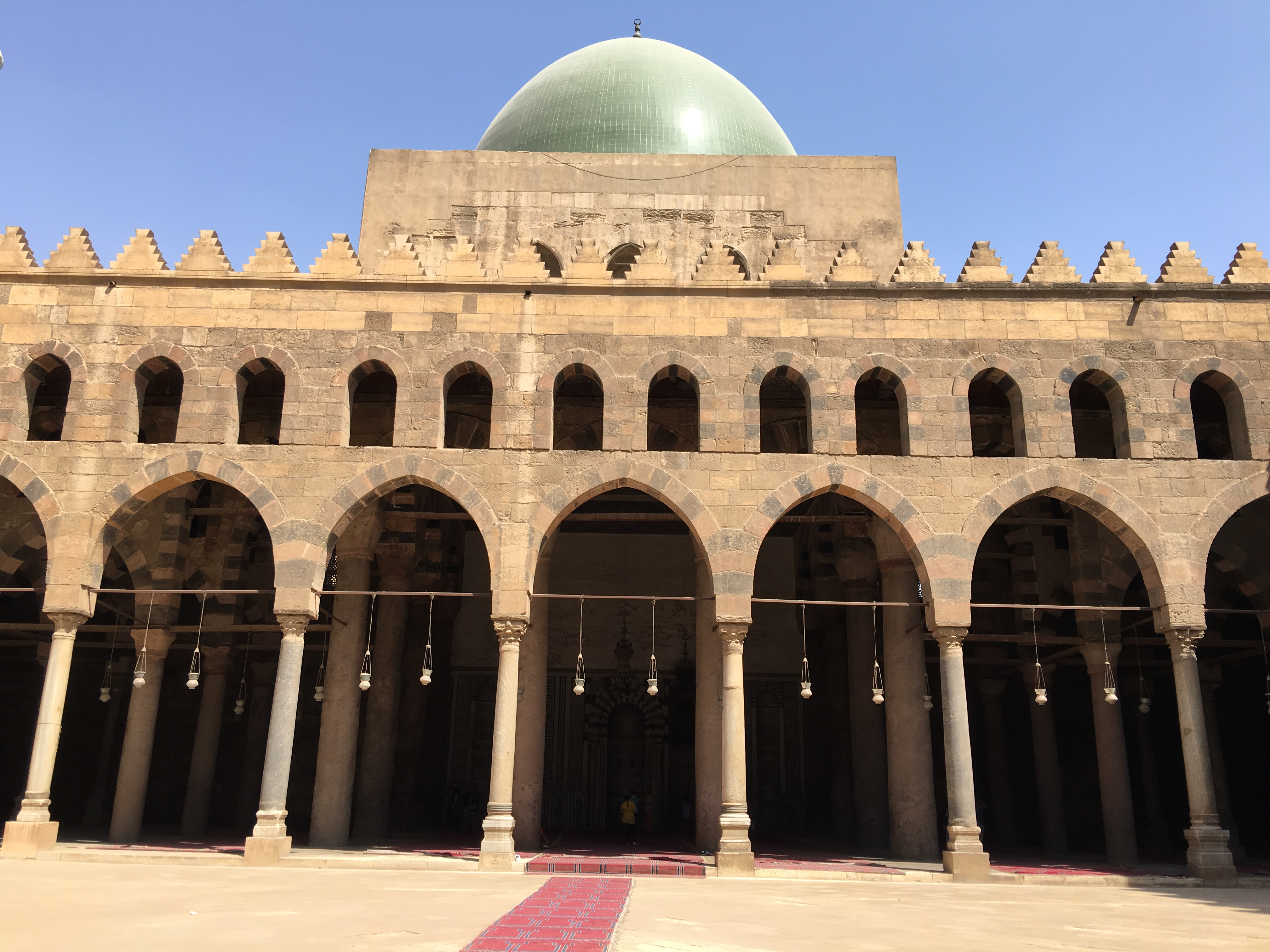
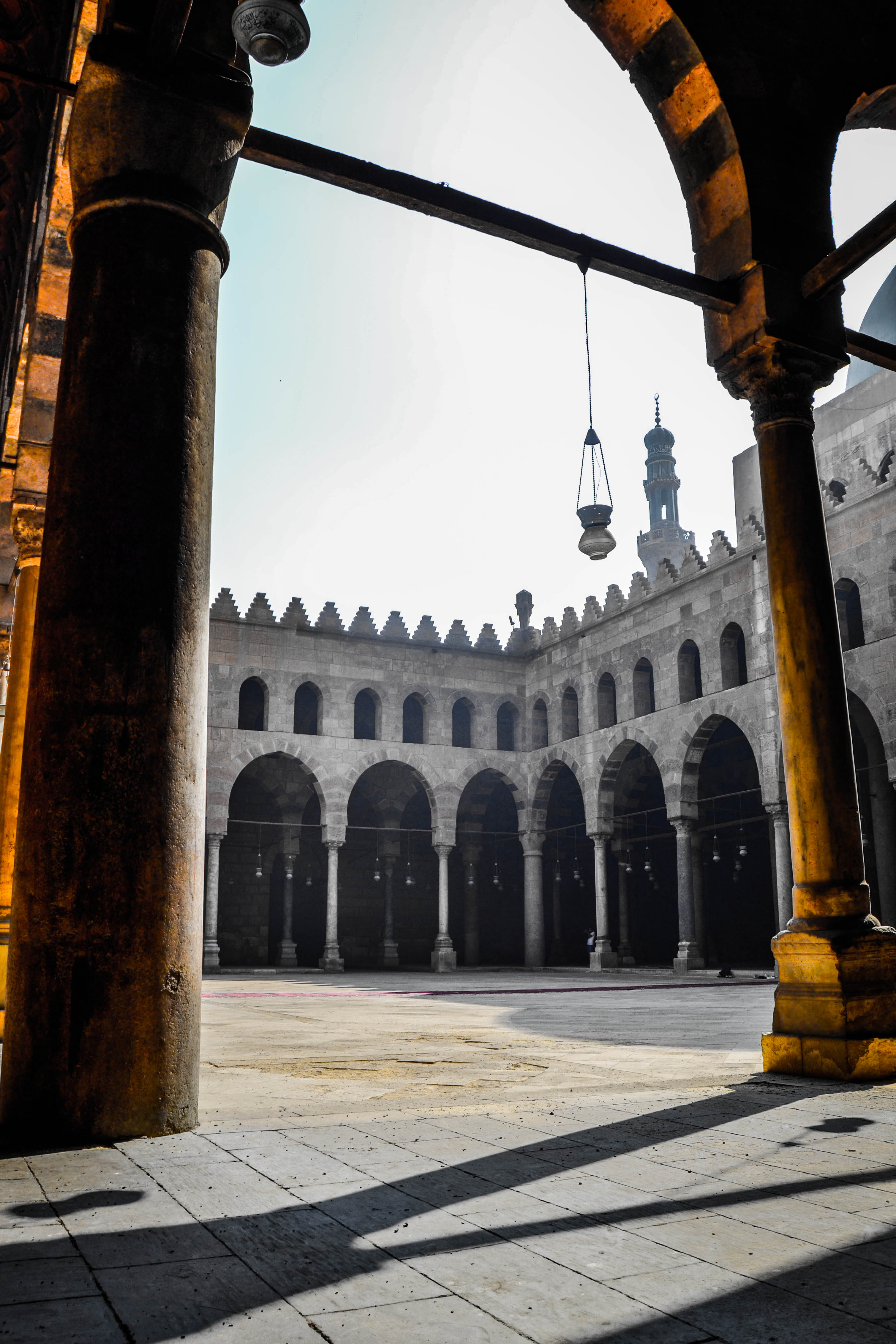
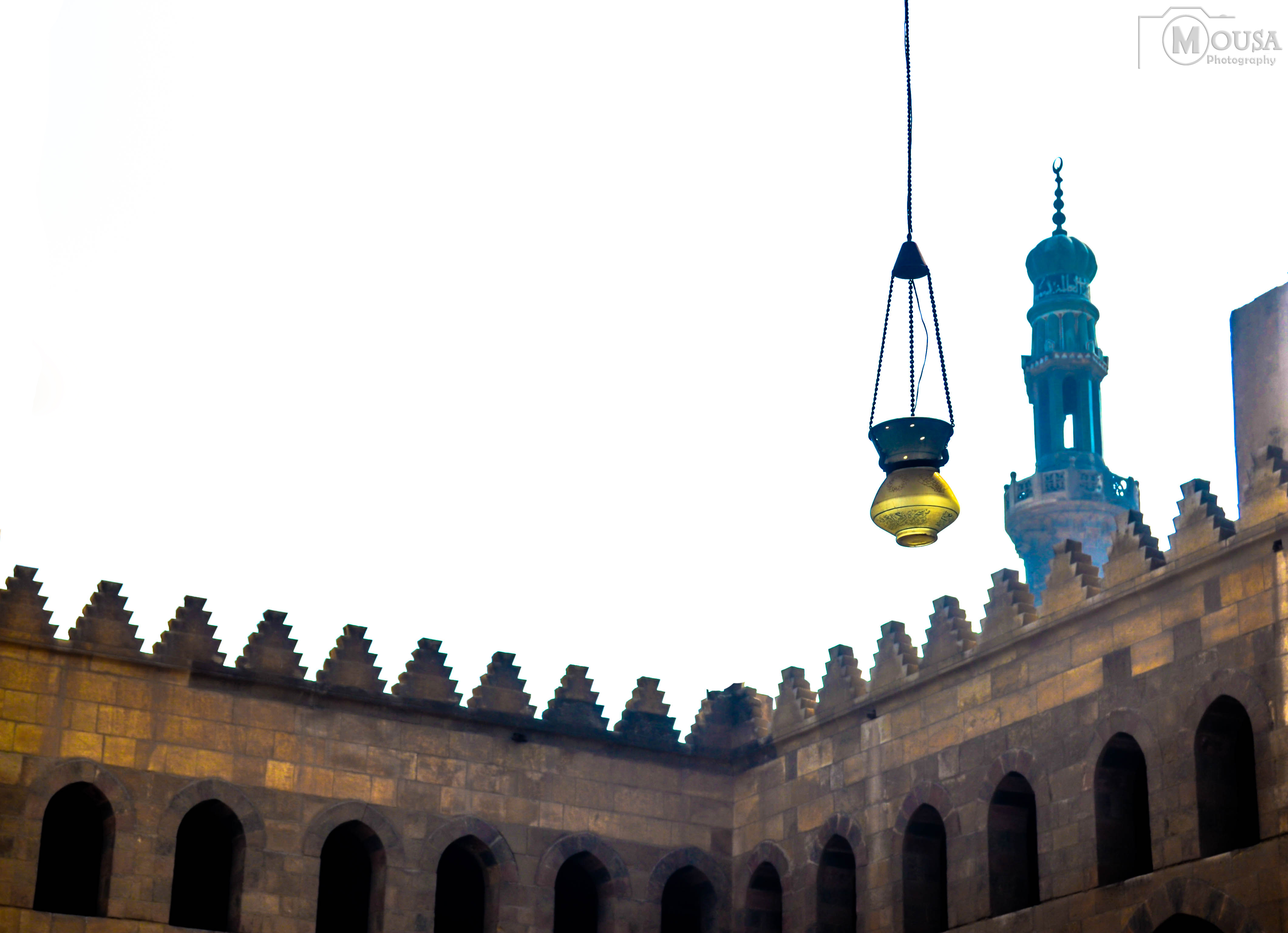
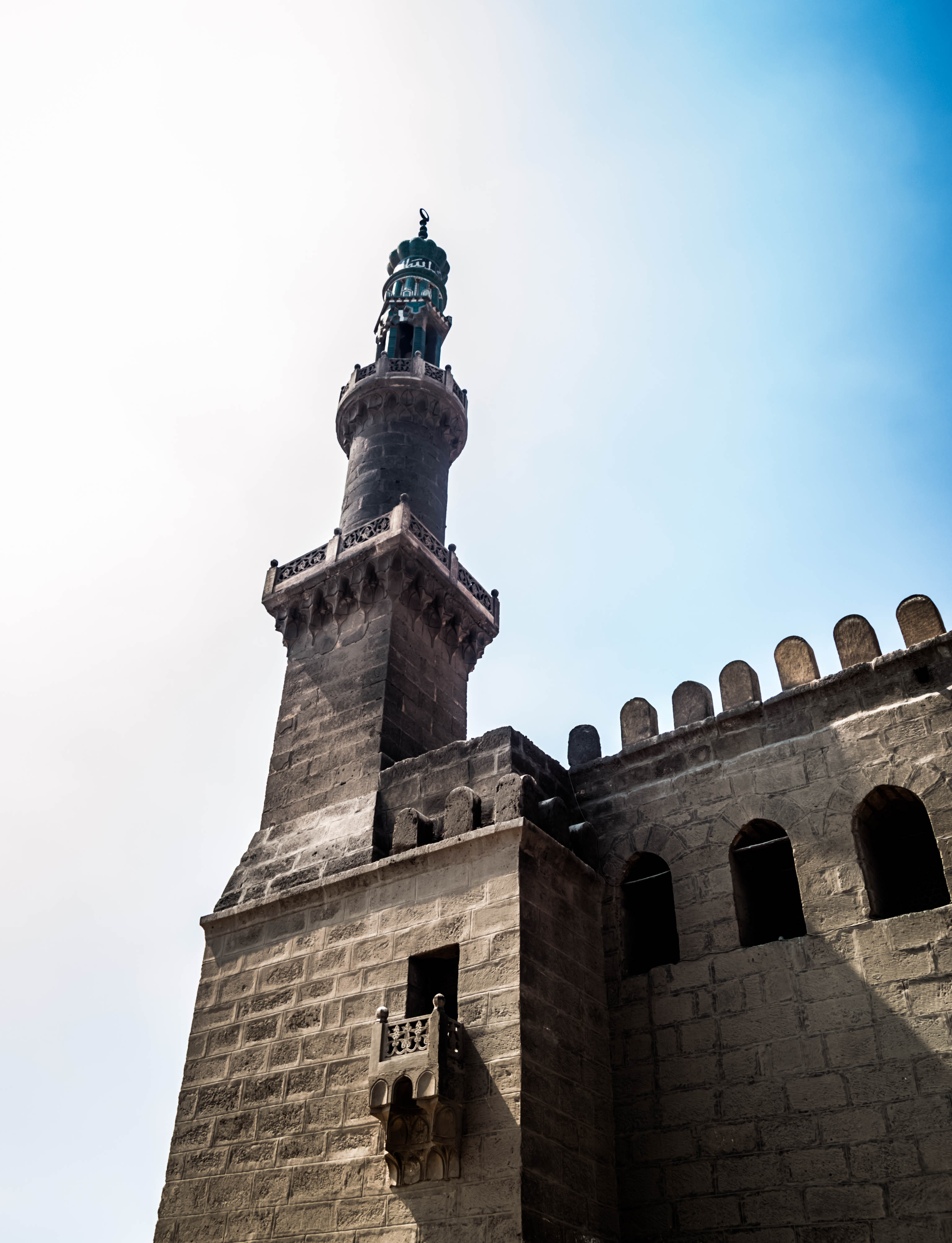
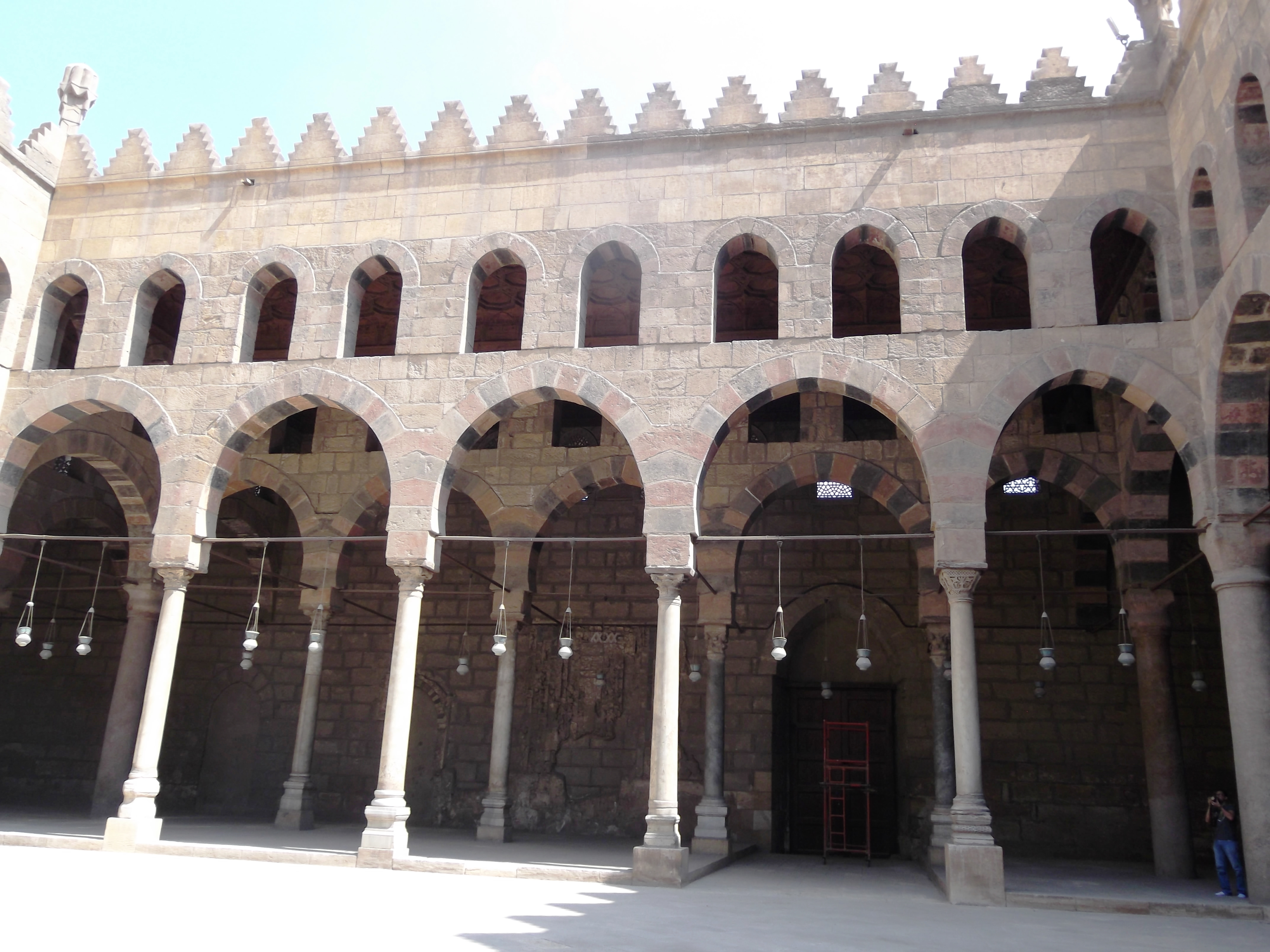
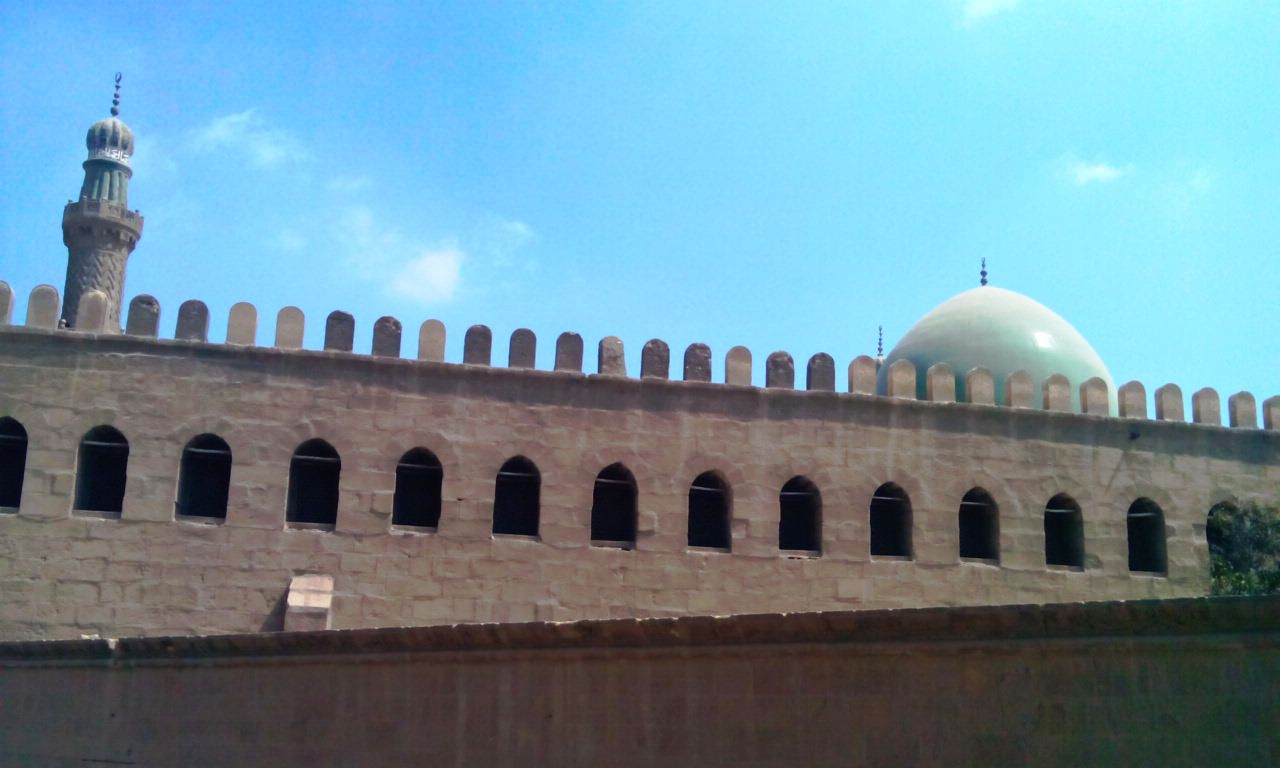
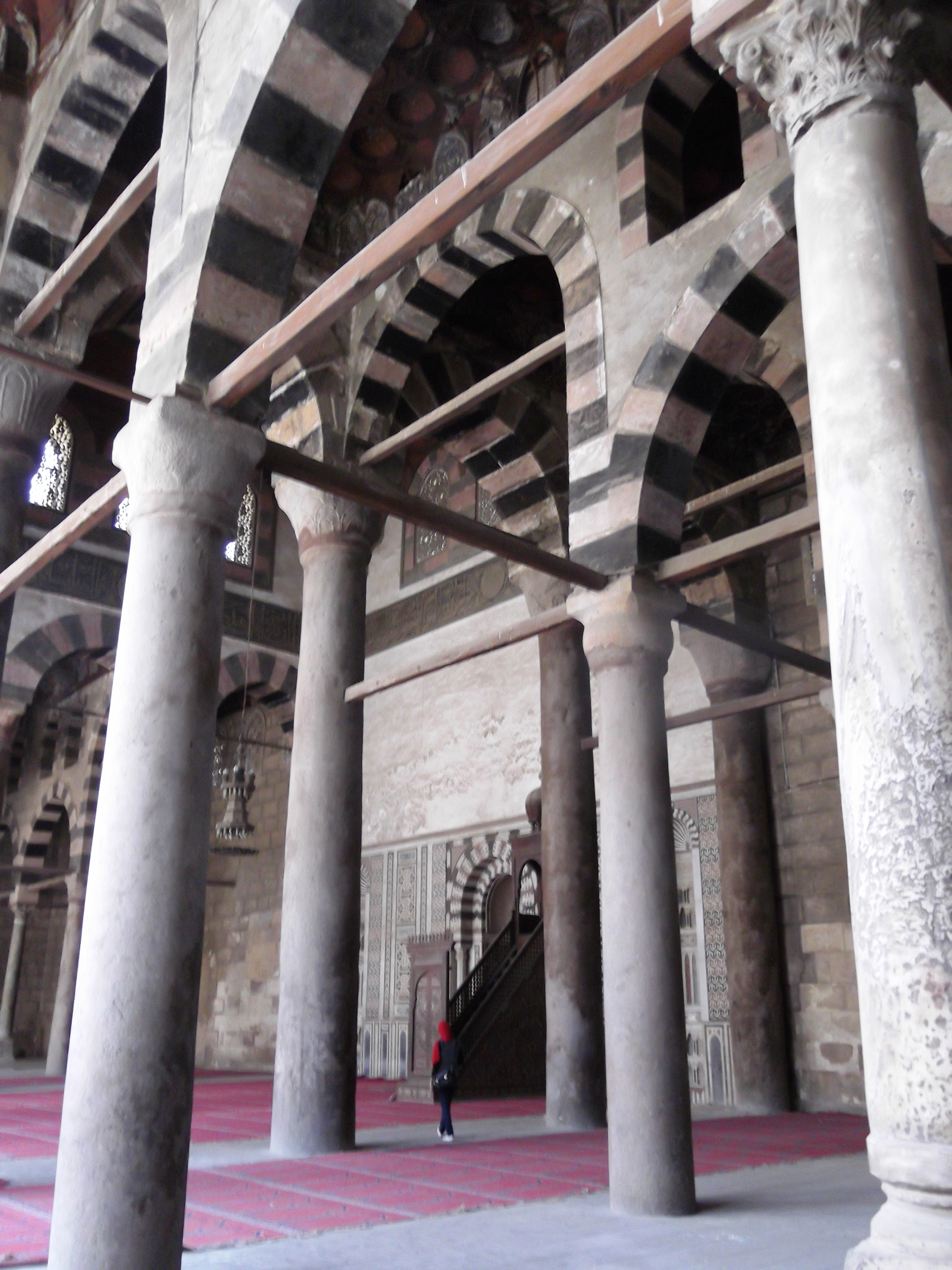
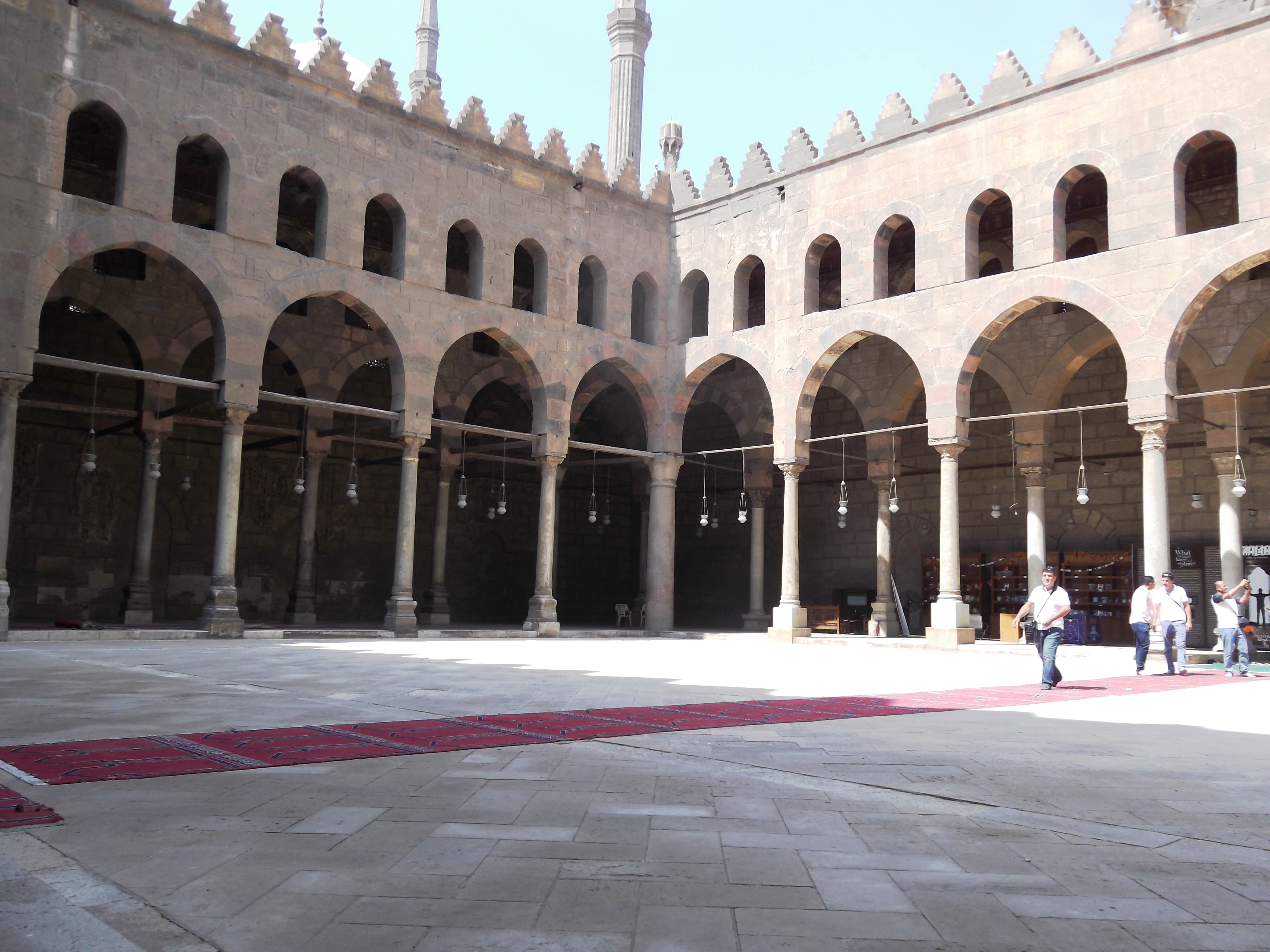
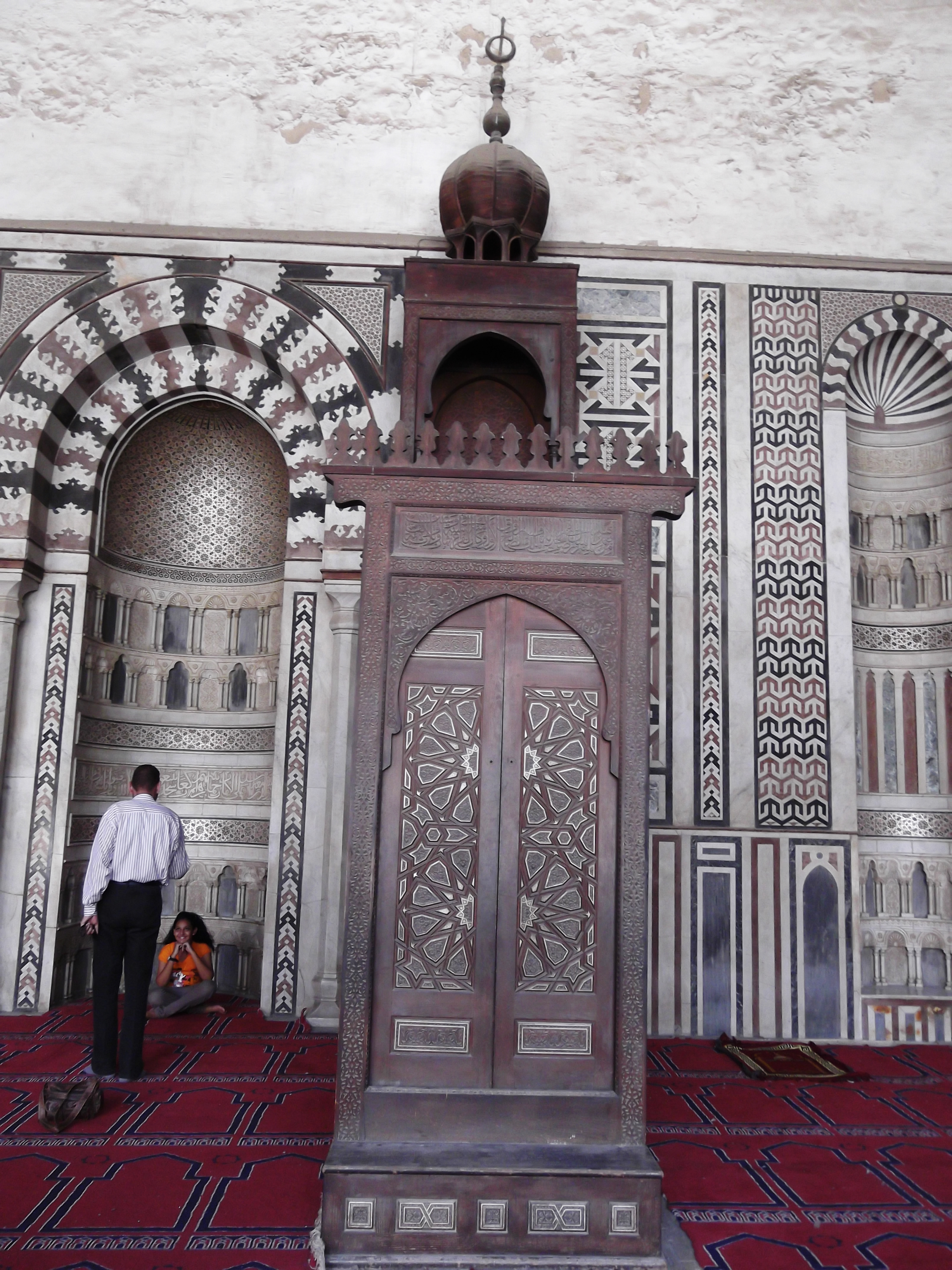
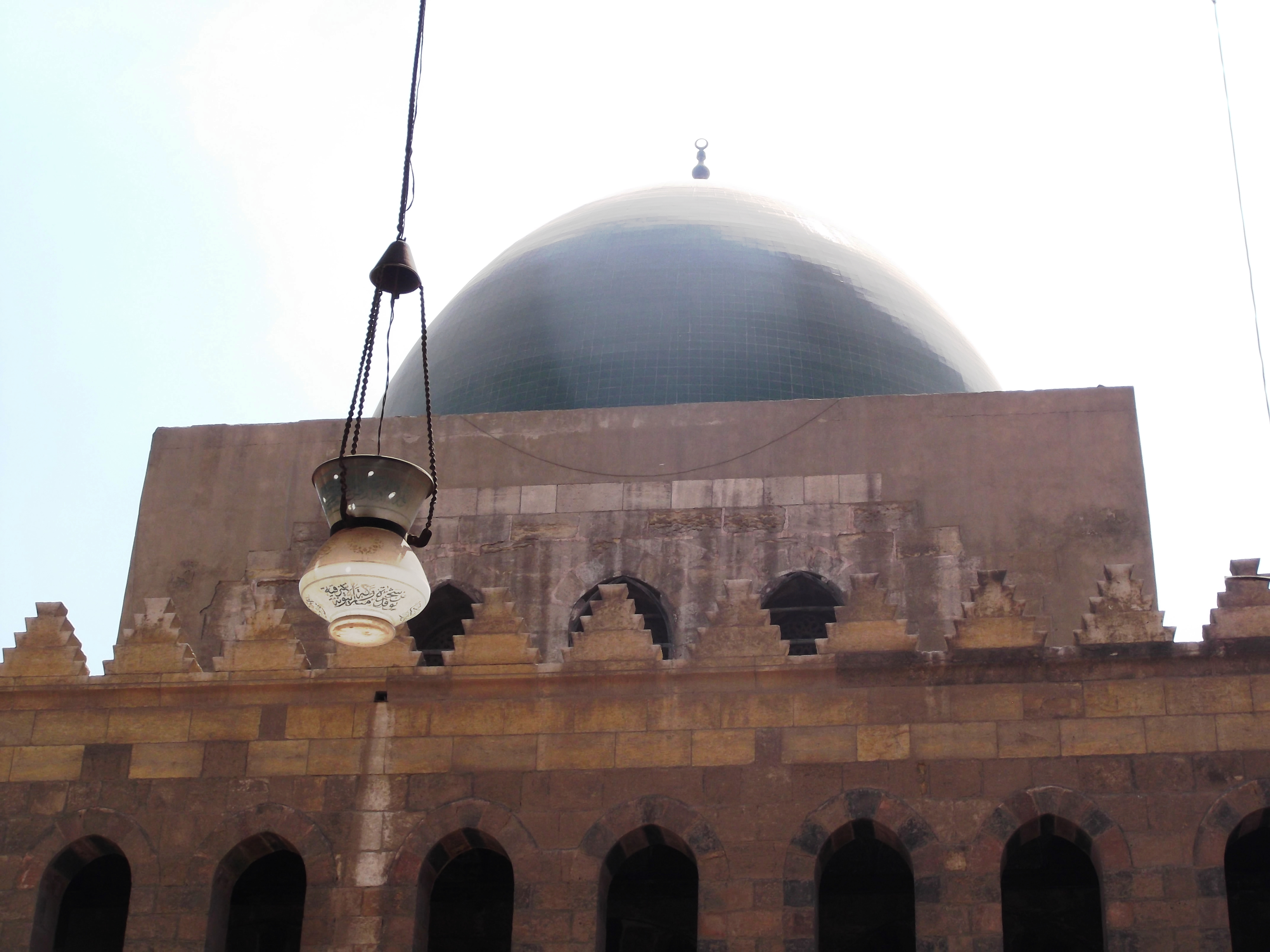
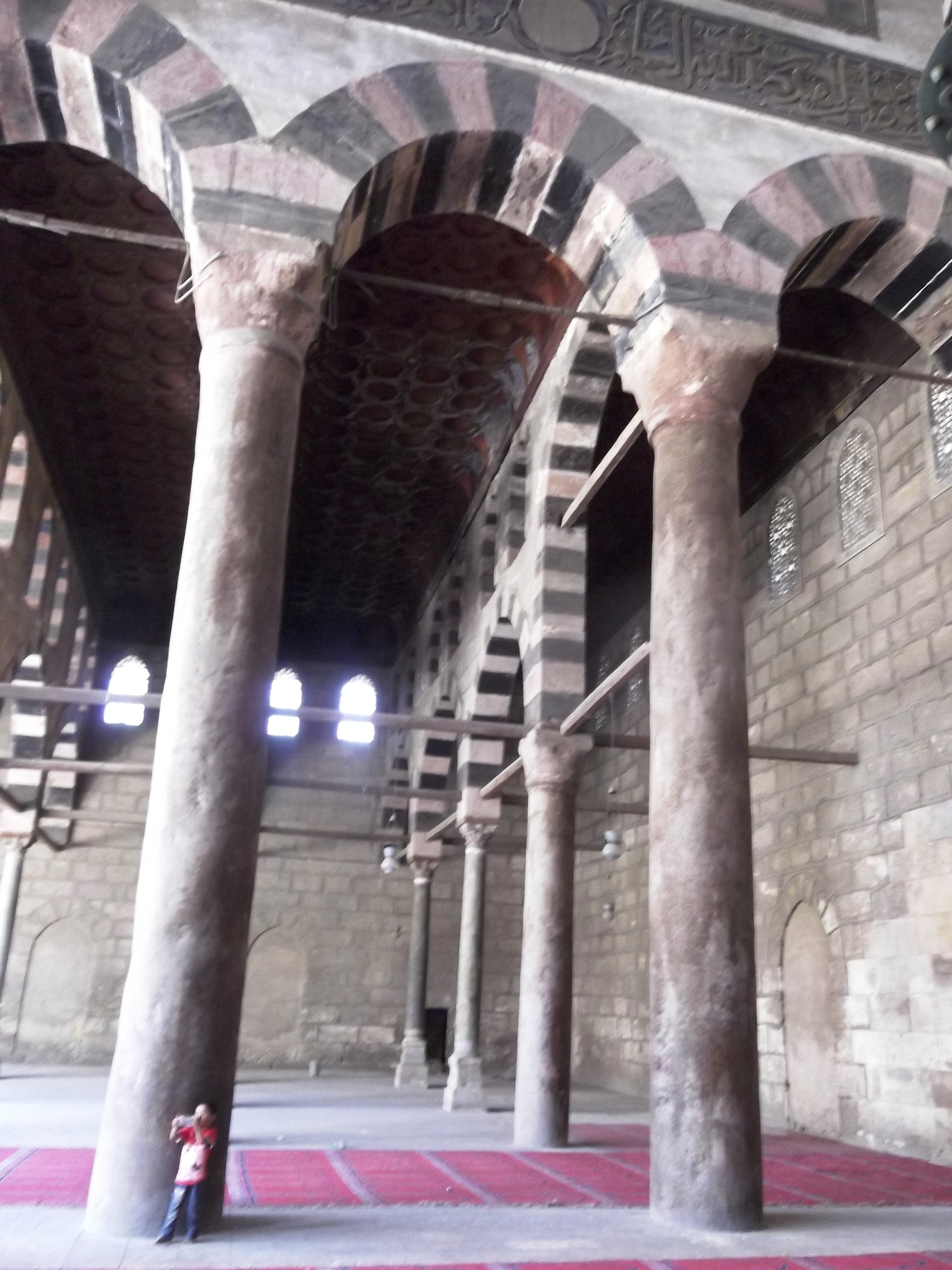
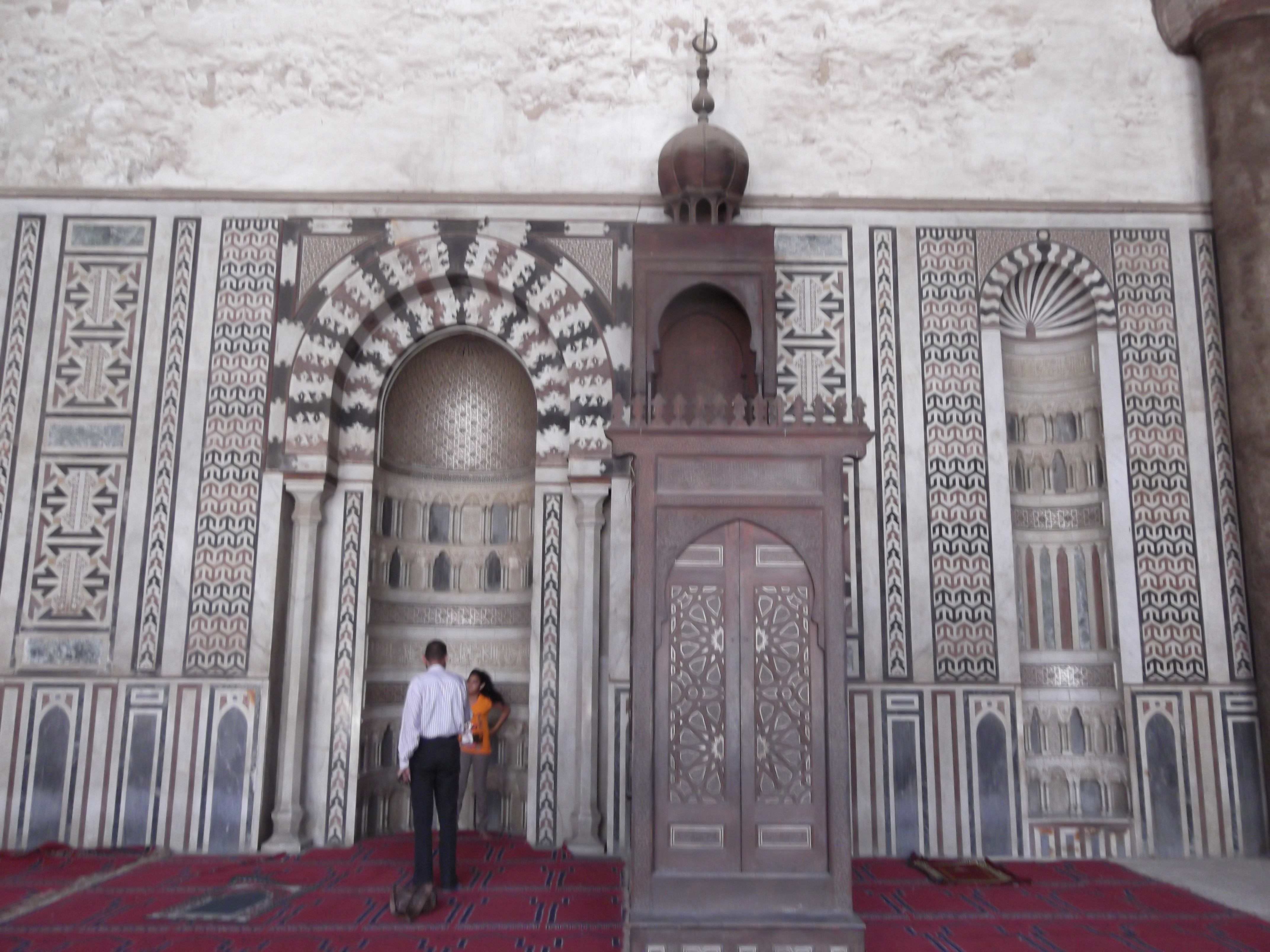
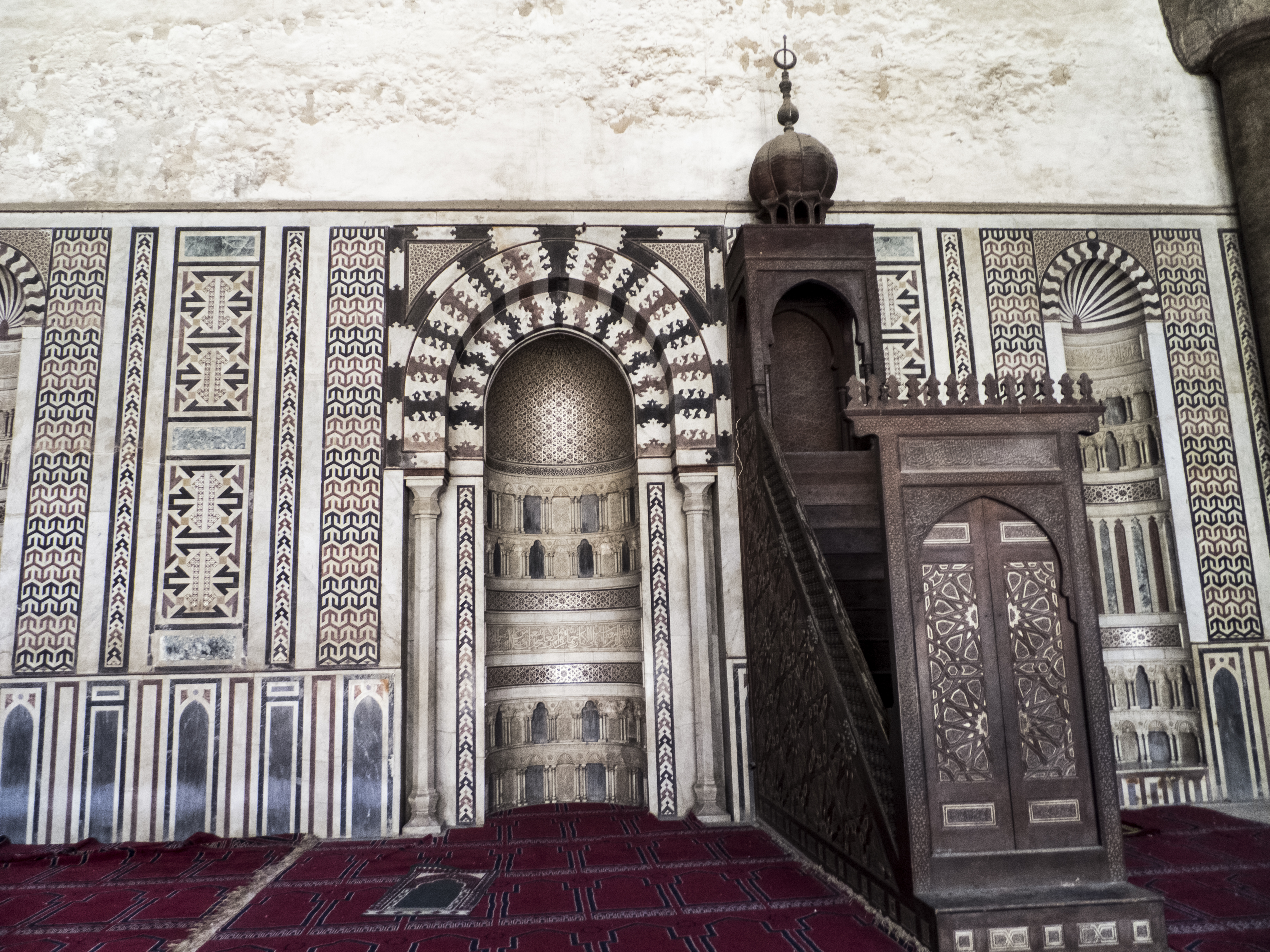
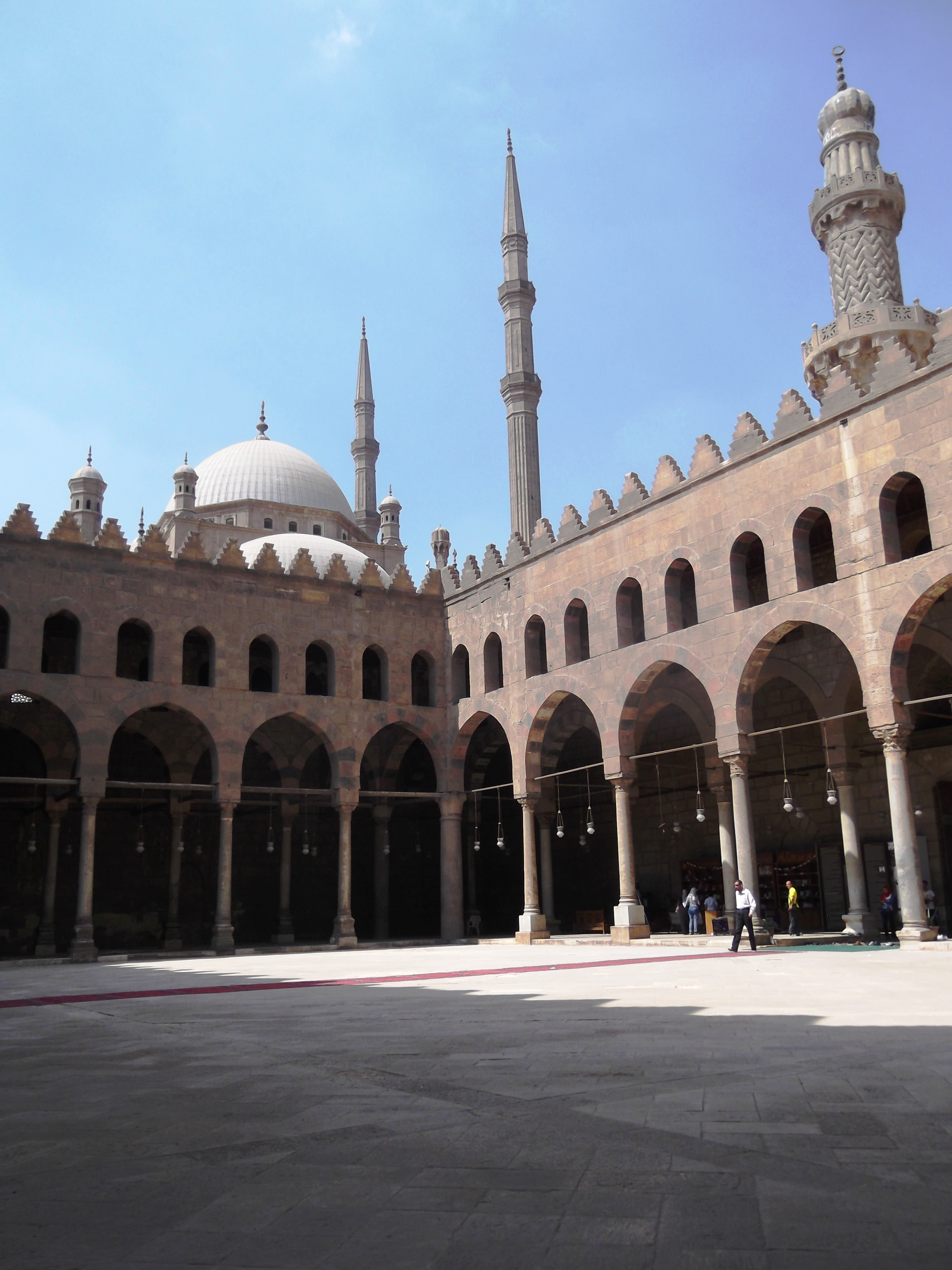
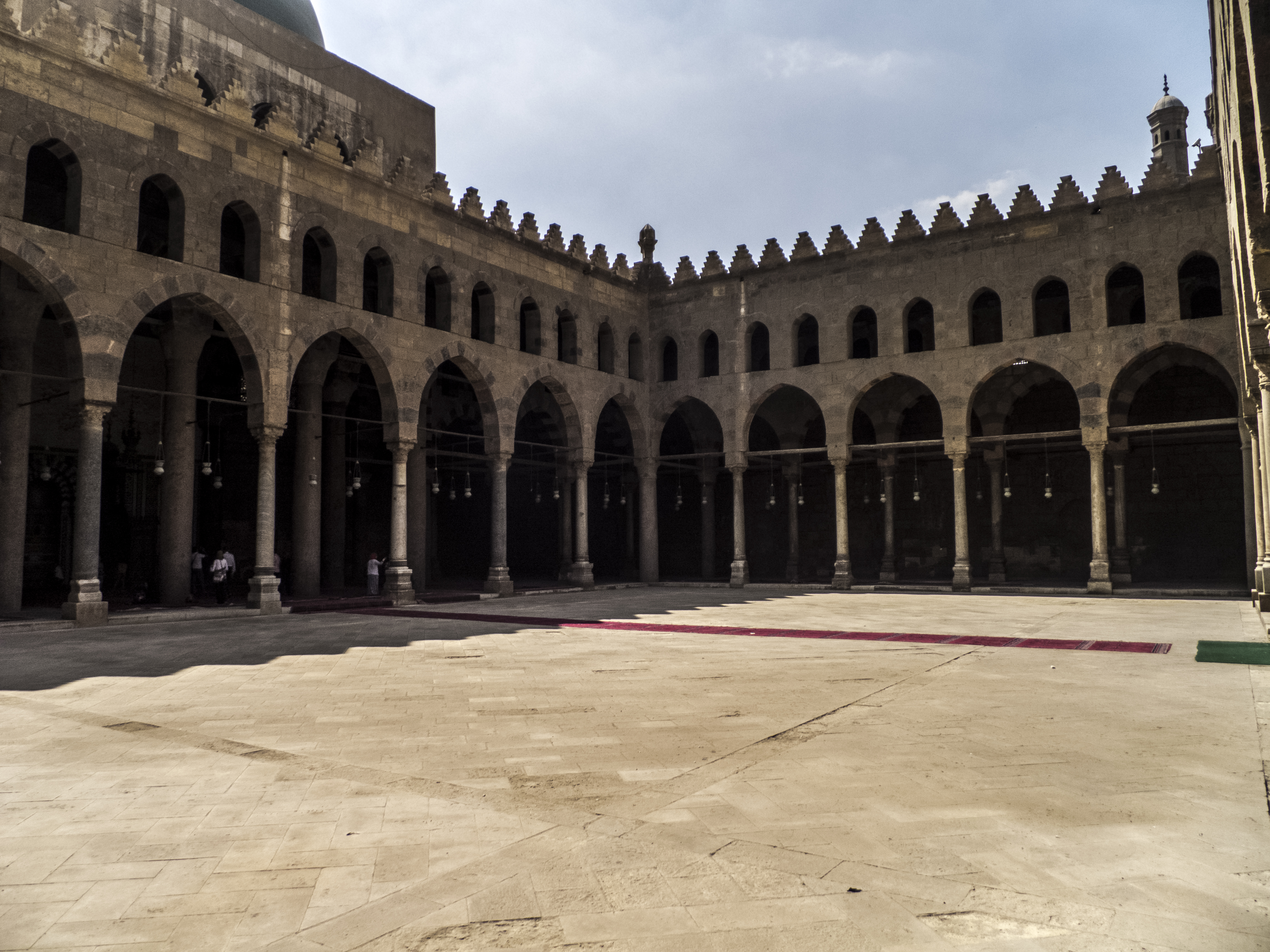
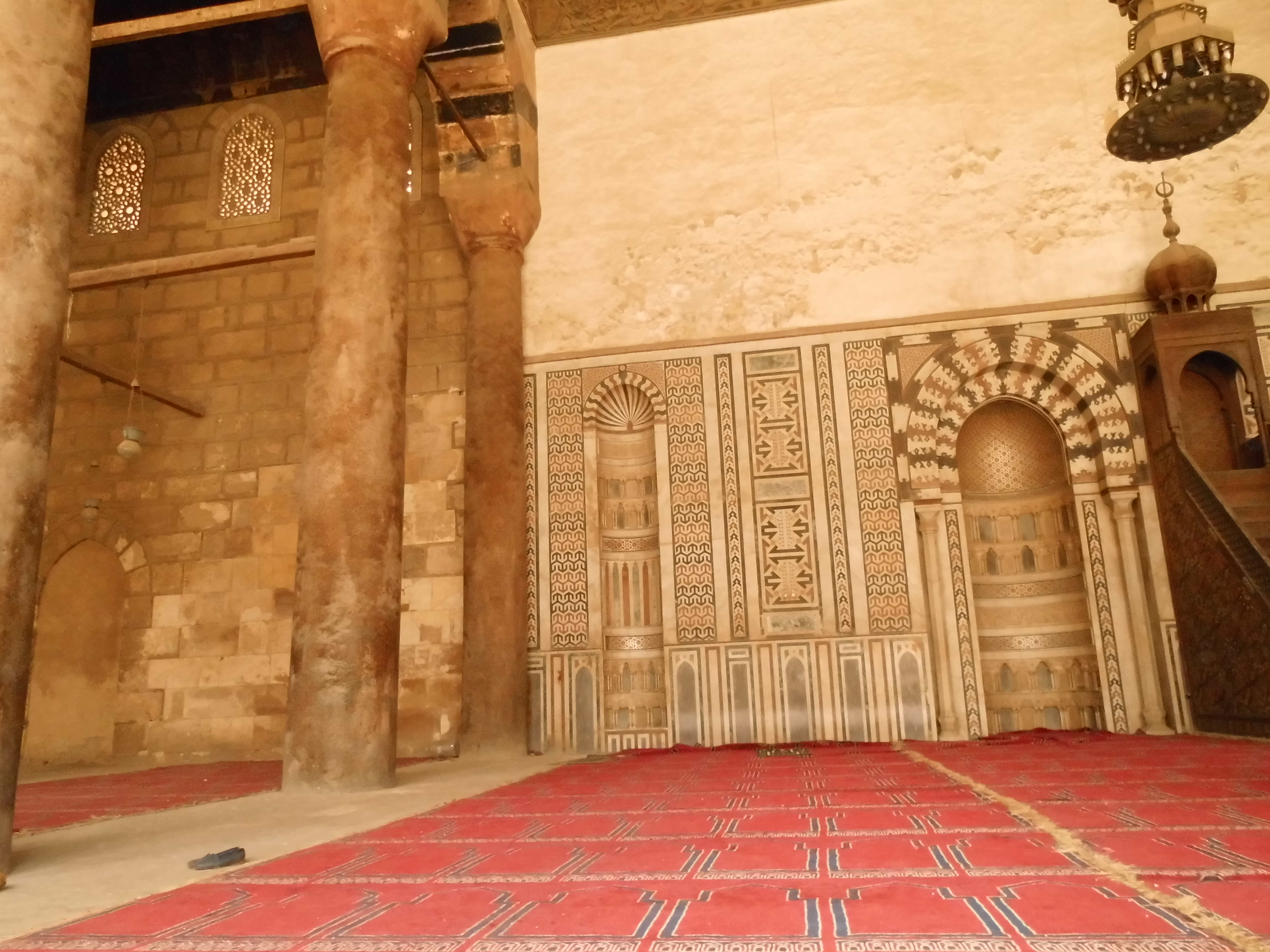